# Rio de Janeiro
Pour les articles homonymes, voir Rio et Janeiro.
Pour la baie, voir Baie de Guanabara.
Rio de Janeiro (/ˈʁi.u d(ʒi) ʒɐˈnejɾu/), souvent désignée simplement sous le nom de Rio, est par sa population la deuxième ville du Brésil après São Paulo. Située dans le Sud-Est du pays, elle est la capitale de l'État de Rio de Janeiro après avoir été celle du Brésil jusqu'en 1960. Avec ses 6,5 millions d'habitants dans la ville en 2021 (communément appelés Cariocas, la variante Carioques existant aussi en français) et 12,62 millions dans l'aire urbaine, Rio de Janeiro est l'une des métropoles les plus importantes du continent américain. Surnommée La Ville Merveilleuse (Cidade Maravilhosa), elle est mondialement connue pour son carnaval, ses plages (Copacabana, Leblon et Ipanema), son Pain de Sucre, sa statue du Christ Rédempteur au sommet du Corcovado ou encore son stade du Maracana. Plus importante destination touristique internationale au Brésil, en Amérique latine et dans tout l’hémisphère sud (en 2008), Rio de Janeiro est la ville brésilienne la plus connue à l’étranger, fonctionnant comme un « miroir » national, que ce soit positivement ou négativement. Elle fut successivement la capitale de la colonie portugaise du Brésil (1763-1808), capitale du Royaume-Uni de Portugal, du Brésil et des Algarves, à la suite de l'exil de la cour du Portugal lors de l'invasion de ce pays par les troupes napoléoniennes (1808-1821), puis de l'empire du Brésil (1822-1889), de la República Velha (1889-1930), de l’Estado Novo (1937-1945) et du début de la Deuxième République jusqu'en 1960 et au déplacement de la capitale à Brasilia. Une partie de la ville a été désignée site du patrimoine mondial par l’UNESCO le 1er juillet 2012,.
Rio de Janeiro est considérée comme une ville mondiale et est l'un des principaux centres culturels, économiques et financiers du Brésil. Elle possède le second PIB du pays et abrite le siège des principales compagnies pétrolières (Petrobras) et de médias (Grupo Globo) du Brésil. La ville a accueilli les Journées mondiales de la jeunesse 2013, les Coupes du monde de football de 1950 et de 2014 et enfin, en 2016, les Jeux olympiques d'été.

## Toponymie
Rio de Janeiro désigne à l'origine la baie de Guanabara, nom donné le 1er janvier 1502 par Gaspar de Lemos et Gonçalo Coelho, capitaines de la flotte de l'explorateur portugais Pedro Álvares Cabral, premiers Européens au Brésil.
Selon certains historiens, le nom initial était Ria de Janeiro « baie de janvier », puis une confusion se produisit entre le mot ria, qui à l'époque pouvait désigner une baie ou un bras de mer, et rio « rivière ». Par la suite, le nom de la baie fut fixé sous la forme Rio de Janeiro « rivière de janvier ». Selon d'autres, c'est Amerigo Vespucci qui, lors de son 3e voyage d'exploration en Amérique du Sud, aurait pris la baie de Guanabara pour l'embouchure d'un fleuve auquel il attribua le nom du mois,.
La ville fut fondée en 1565 sous le nom de São Sebastião do Rio de Janeiro qui se traduit par Saint-Sébastien du fleuve de janvier. Mais très vite Rio de Janeiro et même Rio vont s'imposer dans l'usage. On trouve en français une variante, aujourd'hui archaïque : Riogénaire.
Les habitants de la ville sont des Cariocas , mot venant du tupi mais dont le sens originel est controversé. Les habitants de l'État de Rio de Janeiro sont, eux, des Fluminenses ("fluviaux", d'après le latin flumen "fleuve").

## Histoire

### Époque précolombienne
Le littoral de l'État actuel de Rio de Janeiro a été habité initialement par des Amérindiens du groupe linguistique macro-jê. Vers l'an 1000, la région est conquise par des locuteurs d'une langue tupi, provenant de l'Amazone. Les Tamoios, aussi connus comme Tupinamba, vivent autour de la baie de Guanabara au XVIe siècle, lorsque les Portugais arrivent dans la région.

### Les premiers Européens (1502-1555)
Le site actuel de la ville de Rio de Janeiro a été accosté par des européens pour la première fois le 1er janvier 1502 par les explorateurs portugais Gaspar de Lemos et Gonçalo Coelho, accompagnés par Amerigo Vespucci qui voit la baie comme l'embouchure d'un fleuve qu'il nomme "fleuve de janvier" : Rio de Janeiro.
Le trajet qu'il suit alors n'est pas attesté, mais Vespucci prétend avoir continué vers le sud. Il aurait ainsi aperçu le 1er janvier 1502 la baie de Guanabara (Rio de Janeiro) et serait descendu jusqu'au niveau du Río de la Plata, ce qui ferait de lui le premier Européen à avoir découvert cet estuaire (Juan Díaz de Solís ne l'atteindra qu'en 1516).
À cette époque, le site était habité par des Amérindiens Tamoyos qui établirent rapidement un commerce de troc avec les Européens. D'importantes relations commerciales se développèrent, notamment grâce à la profusion d'arbres de Pernambouc au bois rouge « couleur de braise » (en portugais brasa), ou bois-brésil (en portugais « Pau Brasil »), qui a donné au pays son nom Brasil (Brésil en français).
Les relations entre Amérindiens et Portugais n'étaient toutefois pas toujours pacifiques, les Portugais ayant la coutume de prendre les Amérindiens pour en faire des esclaves. En outre, certaines tribus organisaient souvent des rites anthropophagiques. De plus, les Amérindiens commerçaient également avec les Français qui avaient des visées coloniales au Brésil.
Après quelques tentatives d'établissement européen de différentes nations, la ville est officiellement fondée le 1er mars 1565 par le conquistador portugais Estácio de Sá sous le nom de « São Sebastião do Rio de Janeiro » au niveau de l'isthme entre le mont du Pain de Sucre et le mont Cara de Cão.

### Rivalités et essor économique (1555-1763)

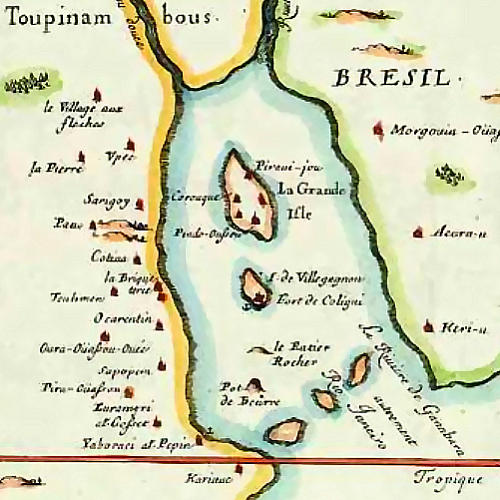
Carte française de la baie de Guanabara en 1555.

Durant le XVIe siècle, de fréquentes attaques menées par les pirates et les corsaires français ravagèrent une partie de la région. En 1555, l'amiral Villegagnon reçut le commandement de la flotte mise à la disposition de Gaspard de Coligny par Henri II pour installer une colonie protestante au Brésil où les protestants français pourraient exercer librement leur religion. Villegagnon construisit le Fort Coligny et s'installa sur une île dans la baie de Guanabara, qu'il appela la France antarctique. Cette histoire fait l'objet du récit de voyage de Jean de Léry, Histoire d'un voyage fait en la terre du Brésil, ainsi que du roman Rouge Brésil de Jean-Christophe Rufin. De nos jours, cette île, où se situe le bâtiment de l'École de la Marine de Guerre brésilienne, s'appelle encore « ilha de Vilegagnon ».
Toutefois, les Portugais voulant à tout prix empêcher des établissements étrangers sur leur territoire, leur roi envoya un chevalier, Mem de Sá, afin d'expulser les Français. Il détruisit le Fort-Coligny et les Français furent chassés de la baie de Guanabara — mais restèrent dans la région. Ce n'est qu'en 1565, après deux années de luttes entre les flottes des deux pays, qu'Estácio de Sá, un neveu de Mem, fonda la ville telle qu'on la connaît aujourd'hui. Les Français restèrent dans la région de Rio de Janeiro jusqu'en 1572, date des derniers combats qui eurent lieu à Cabo Frio.

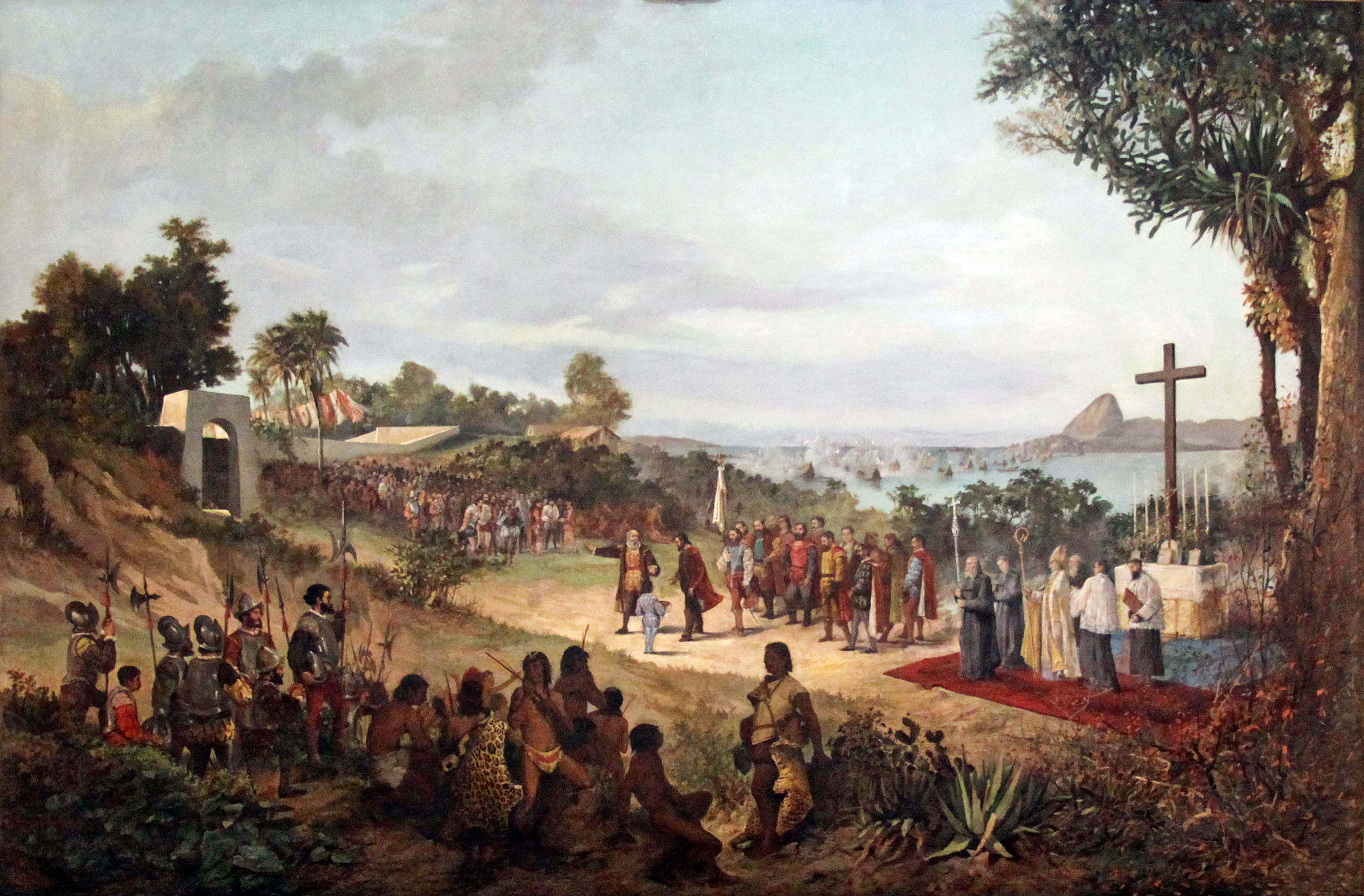
Fundação da Cidade do Rio de Janeiro, par Firmino Monteiro (1855-1888).

La victoire du chevalier portugais Estácio de Sá, le 1er mars 1565, marque la fondation de la ville de « São Sebastião do Rio de Janeiro » (« saint Sébastien du fleuve de janvier ») en l'honneur du roi Sébastien Ier de Portugal et du saint fêté le jour de sa naissance. Saint Sébastien, qui reste le patron de la ville, y est fêté chaque année.
Vers la fin du XVIe siècle, la couronne portugaise traita le village comme une position stratégique pour le transit atlantique des navires entre le Brésil, les colonies africaines et l'Europe. Plusieurs forteresses furent construites et une alliance fut conclue avec les tribus indigènes pour défendre les colonies des invasions. On fonda, par exemple, dans le voisinage de Rio, Niterói, afin de veiller à la défense de la cité. Les quais de Rio et le Morro do Castelo (pt) (« colline du château », en français), dont le château imitait les châteaux fortifiés médiévaux, formèrent les premières grandes défenses de la ville. Rio de Janeiro était réellement menacée par les nombreuses invasions des flibustiers français et hollandais.
En effet, le 21 septembre 1711, alors que la France était en pleine guerre de Succession d'Espagne (le Portugal est alors allié de l'Angleterre en lutte contre la France), René Duguay-Trouin, à la tête d'une expédition de 15 navires et 6 000 hommes, s'empara de la ville de Rio de Janeiro. Les fortifications de cette place paraissaient inexpugnables : la ville était défendue par 7 vaisseaux de guerre, 7 forts et 12 000 hommes. Il débarqua, incendia l'escadre portugaise, força le gouverneur à la capitulation, obligea la ville à payer de lourdes rançons et à libérer 1 000 prisonniers français (capturés lors d'une première bataille l'année précédente).
La ville connut son essor pendant le XVIIIe siècle avec la découverte d'or et de diamants dans la région voisine du Minas Gerais vers 1700, devenant un site portuaire plus utile pour l'exportation des richesses que Salvador de Bahia. C'est pour des raisons logistiques que l'administration coloniale portugaise en Amérique s'établit en 1763 à Rio, qui devint la capitale du Brésil à la place de Salvador de Bahia.

### Une capitale européenne (1763-1821)

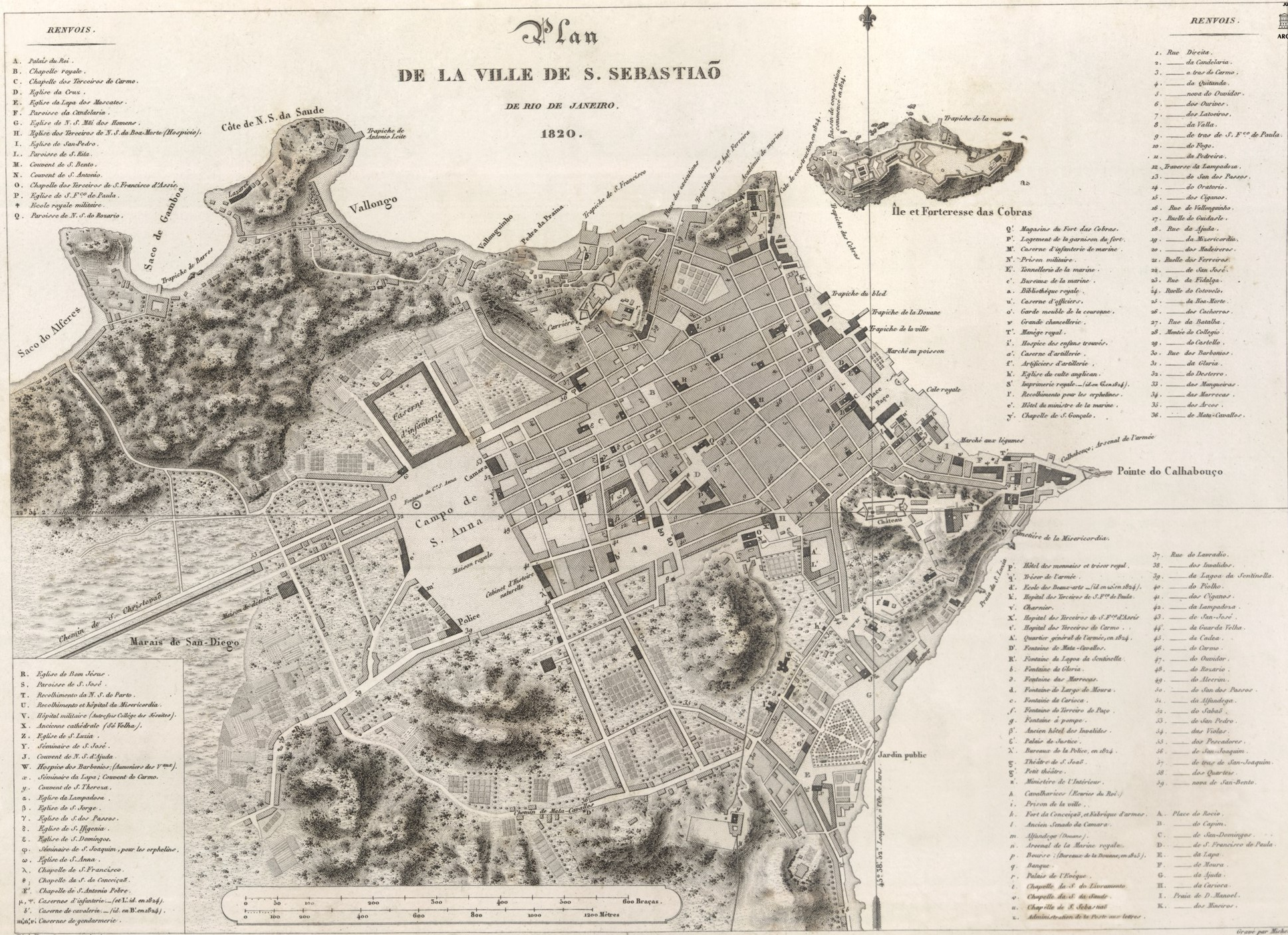
Carte de la ville de Rio de Janeiro en 1820, alors capitale du Royaume-Uni de Portugal, du Brésil et des Algarves, avec le transfert de la cour au Brésil.

La ville demeura une capitale coloniale jusqu'en 1808. En raison de l'invasion du Portugal par les troupes de Napoléon, la famille royale portugaise (la reine Marie Ire, le prince Jean et son fils Pierre) et la plupart des nobles de Lisbonne fuirent au Brésil et s'installèrent à Rio de Janeiro. La capitale du royaume portugais fut donc transférée de Lisbonne à Rio de Janeiro, qui devint ainsi l'unique capitale européenne située à l'extérieur du continent européen. L'arrivée soudaine de centaines de nobles portugais entraîna un manque d'espace physique et de structure urbaine, et eut comme conséquence le renvoi des habitants de leur propre logement. Bien qu'ils fussent majoritairement repartis au Portugal en 1821, les nobles portugais ouvrirent davantage le port de Rio (et le Brésil) au marché international (notamment britannique). Le Brésil fut élevé par ailleurs au statut de Royaume uni à la couronne du Portugal,.

### La capitale de l'empire du Brésil (1822-1888)

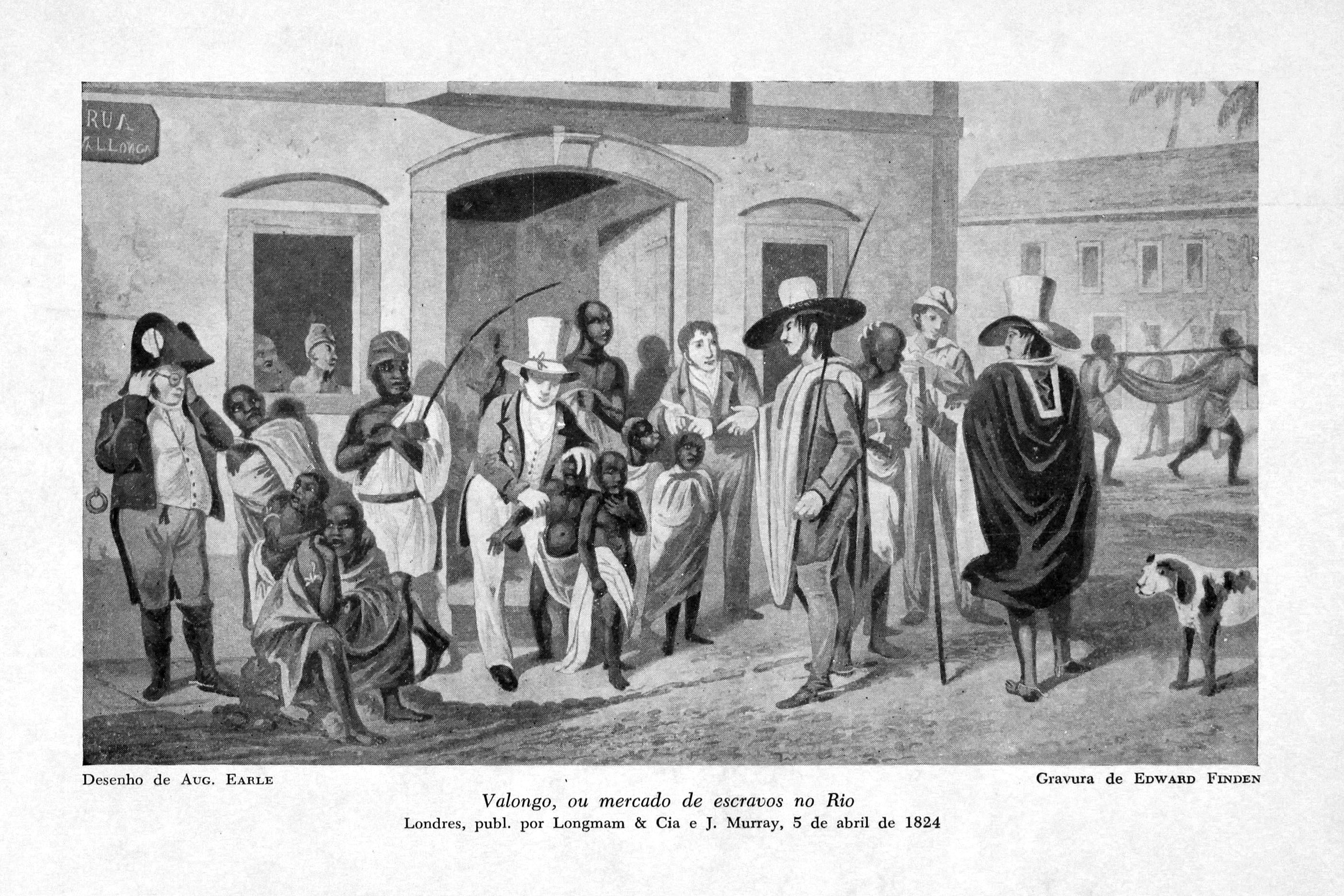
Marché aux esclaves de Valongo en 1824.

Le 7 septembre 1822, le prince régent Pierre Ier (qui devient plus tard Pierre IV du Portugal) proclama l'indépendance de l'empire du Brésil et conserva Rio de Janeiro comme capitale. La couronne restant entre les mains de la maison royale des Bragance, cet événement tenait plus du partage en deux de l'Empire portugais que d'un véritable mouvement indépendant comme on pouvait en voir en Amérique du Sud à la même époque. La monarchie, s'appuyant sur le peuple pour contrebalancer les riches latifundiaires brésiliens, devint constitutionnelle en 1824. En 1831, sous la pression des élites propriétaires, l'empereur Pierre Ier abdiqua en faveur de son fils, alors âgé de cinq ans. Pierre II s'engagea dès les années 1850 à lutter contre l'esclavage, dont il interdit la pratique. La culture du café prit de l'ampleur et augmenta l'importance des propriétaires terriens, notamment ceux de São Paulo. Sous son règne, Rio profita de développements majeurs en matière de gaz, de plomberie, de barrages hydroélectriques, de téléphone et de télégraphe. Continuant à lutter contre l'esclavagisme, l'Empire proclama en 1871 que les enfants d'esclaves seraient désormais libres à la naissance. L'esclavage brésilien fut donc condamné à long terme. Cependant, la loi dite « Áurea » (« loi d'or ») de 1888 de la princesse Isabelle, fille de Pierre II, abolissant totalement l'esclavage au Brésil, souleva la résistance des propriétaires, qui s'engagèrent alors dans une lutte armée pour renverser le régime. La libération des esclaves entraîna une importante migration depuis les campagnes vers les villes. La première favela (« bidonville ») de Rio fut construite sur les hauteurs du Morro da Providência (pt) (« colline de la Providence »). Ses habitants étaient pour la plupart des militaires noirs qui s'étaient battus pour leur liberté à Salvador de Bahia et qui tentèrent de profiter des opportunités qu'offrait Rio.

### Capitale de la république des États-Unis du Brésil (1889-1960)

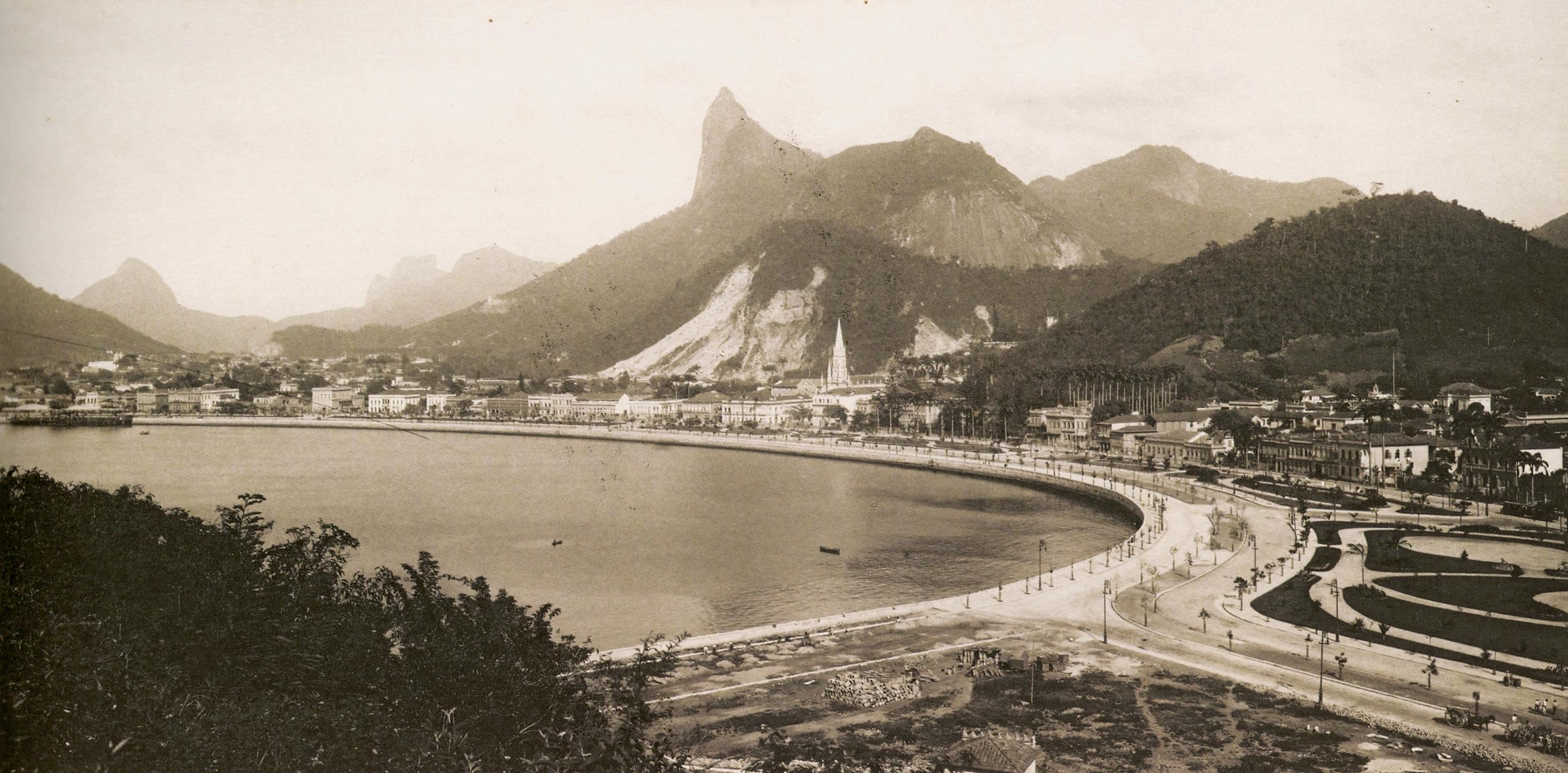
Vue panoramique par Marc Ferrez, 1889.

Les propriétaires terriens renversent l'empereur Pierre II et son empire en 1889. Après ce coup d'État, la République, sous la présidence du maréchal Deodoro da Fonseca, fut aux mains des classes dirigeantes détenant le pouvoir économique, qui refusaient l'organisation d'élections libres et maintenaient par la force leur emprise politique. Ils gardèrent Rio de Janeiro comme capitale. Cette république qui perdura de 1889 à 1930, est communément appelée « république café com leite » (« café au lait ») puisqu'elle s'appuyait sur les industries cafetières de São Paulo et laitières-bovines du Minas Gerais, la fin de l'esclavage ayant entraîné une diminution du pouvoir de l'industrie sucrière du Nord-Est (Nordeste) au profit de l'industrie cafetière du Sud-Est et de l'État de São Paulo. D'ailleurs celui-ci monopolisa le pouvoir central oligarchique, aux mains des grands propriétaires, dans laquelle la classe moyenne grandissante poussa au changement. En 1917, le Brésil s'allia aux puissances de la Triple-Entente lors de la Première Guerre mondiale. L'accroissement du commerce permit celui d'une classe moyenne mais qui resta soumise à l'oligarchie cafetière, tout en s'y opposant sur les questions sociales et politiques. Le renouveau économique d'après-guerre ne dura pas longtemps au Brésil. La crise économique éclata en 1922 et des grèves populaires eurent lieu en 1924 ainsi que des manifestations dans la ville de Rio. La République "café au lait" répondit par l'établissement de la loi martiale. La crise de 1929, ruinant ses marchés extérieurs, dévasta le pays et sema le discrédit sur l'oligarchie propriétaire et son gouvernement. Dans les années 1920, le maire de Rio de Janeiro, Carlos Sampaio, prit prétexte d'une épidémie de grippe pour raser les favelas, qu’il voyait comme une scorie urbaine.

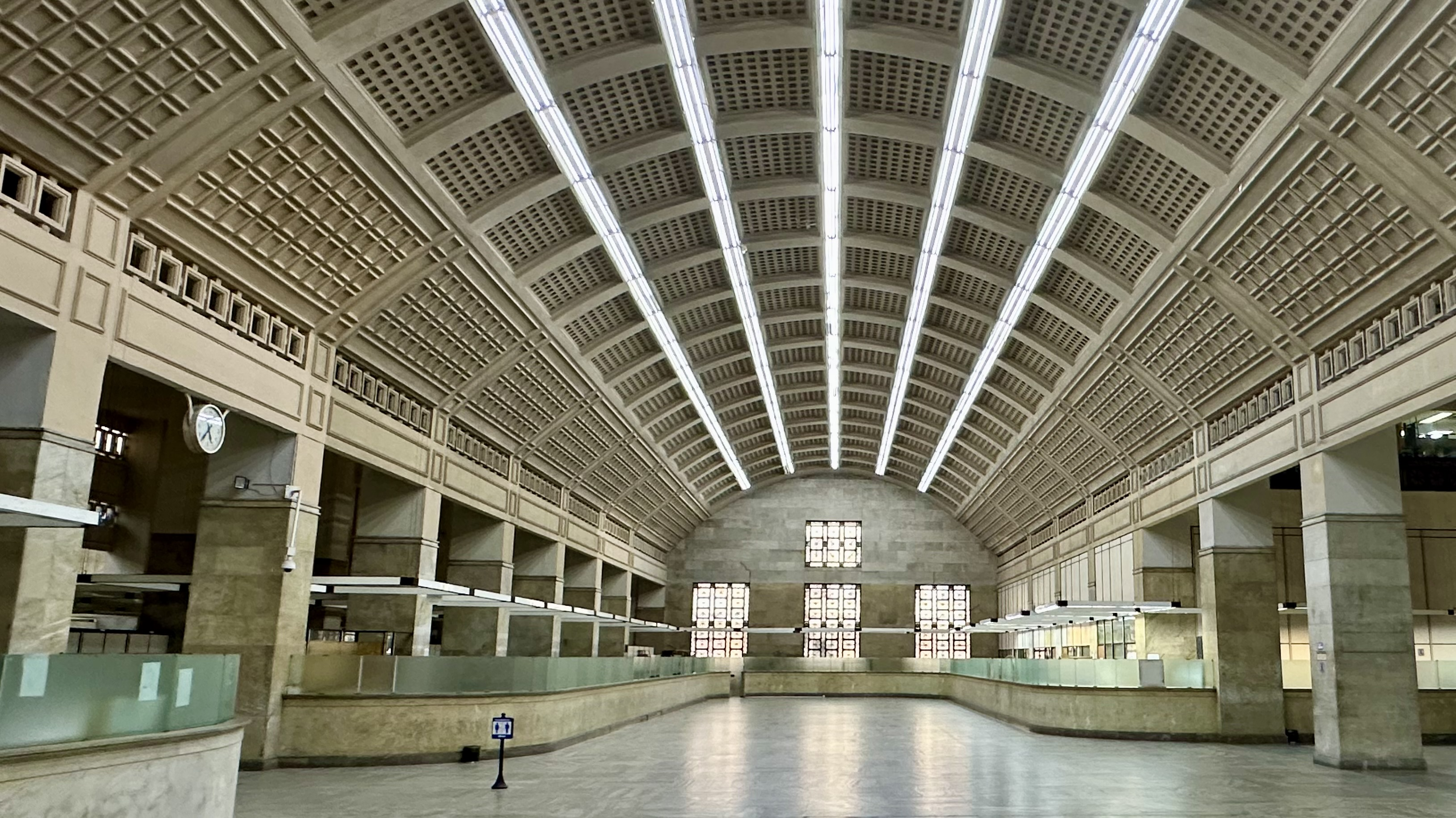
Le Palácio da Fazenda construit durant la dictature.

La république fut renversée par le coup d'État du 4 octobre 1930 qui vit l'arrivée au pouvoir de Getúlio Vargas en qualité de nouveau président de la République dès 1934. Cet événement permit la montée de la classe moyenne. Vargas établit un État et un exécutif forts, plus centralisés, accorda au pays le droit de vote universel, le vote des femmes et le vote à bulletin secret. Il devint dictateur en 1937 et, après avoir soutenu les puissances de l'Axe durant la Seconde Guerre mondiale, le Brésil céda à la pression des États-Unis et s'engagea aux côtés des Alliés en envoyant un corps expéditionnaire durant la reconquête de l'Italie (bataille du mont Cassin). Vargas abandonna le pouvoir en 1945. Cependant, plusieurs dirigeants nazis trouvèrent refuge au Brésil, et dans la ville de Rio plus précisément, afin d'éviter le procès de Nuremberg. Vargas parvint à revenir au pouvoir de 1951 à 1954. Accusé, discrédité et acculé, il se suicida à Rio de Janeiro.

### Vitrine internationale du Brésil (1960 à nos jours)
En 1955, Juscelino Kubitschek fut élu président du Brésil. Une de ses promesses électorales était de bâtir une nouvelle capitale, projet maintes fois proposé, mais toujours ajourné. Il lança donc l'idée de Brasilia comme capitale censée devenir la vitrine moderne de la destinée du Brésil, afin de mettre fin à la rivalité historique entre Rio de Janeiro (capitale politique et culturelle) et São Paulo (capitale économique). Kubitschek fit construire cette nouvelle ville dont le coût fut énorme. Le 21 avril 1960, la capitale du Brésil fut officiellement transférée de Rio de Janeiro à Brasilia.
En 1960, Rio devint la capitale de l'État de Guanabara. Cependant, pour des raisons à la fois administratives et politiques, un décret présidentiel d'Ernesto Geisel, connu sous le nom de « fusão » (« fusion » en français), remplaça le statut fédératif de la ville et l'intégra à l'État de Rio de Janeiro en 1975. Encore aujourd'hui, certains Cariocas réclament un retour à l'autonomie municipale.

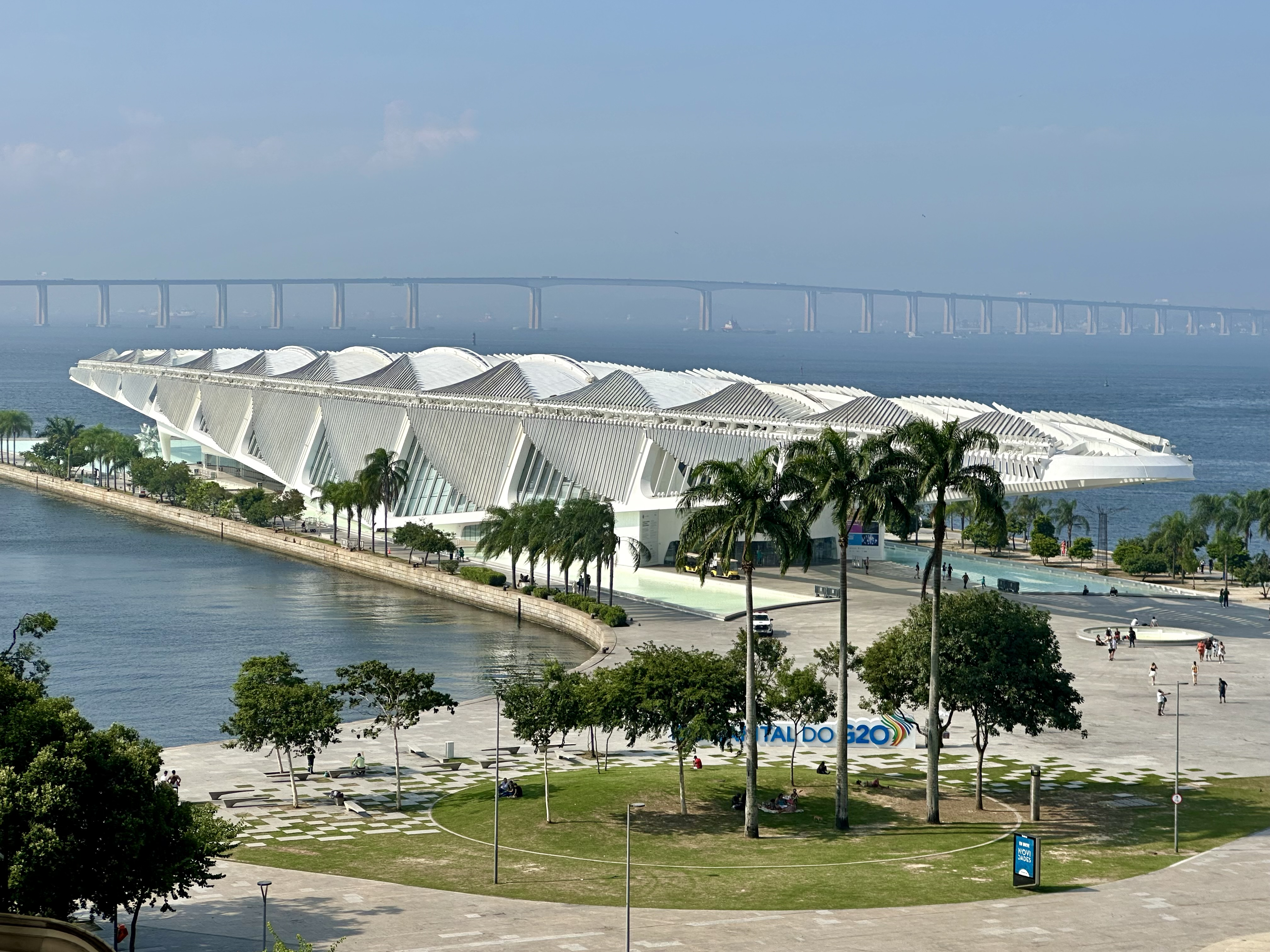
Le Musée de Demain (2015).

Même si Rio a perdu de nos jours la place occupée jadis en matière politique et économique, elle demeure la vitrine touristique et culturelle du Brésil. En 2013, elle a accueilli les Journées mondiales de la jeunesse, puis en 2014 la finale de la Coupe du monde de football, enfin en 2016 les Jeux olympiques d'été. Ces évènements se sont accompagnés de grands travaux d'infrastructures, de réhabilitation de certains quartiers tandis que plusieurs favelas sont « pacifiées » (reprises en main par la police et l'armée). Mais le coût de tels travaux ainsi que l'absence de concertation ont suscité des protestations de la population, comme au printemps 2013. De plus, les problèmes de criminalité persistent malgré les opérations de reprise de contrôle du territoire par l'Etat.

## Géographie

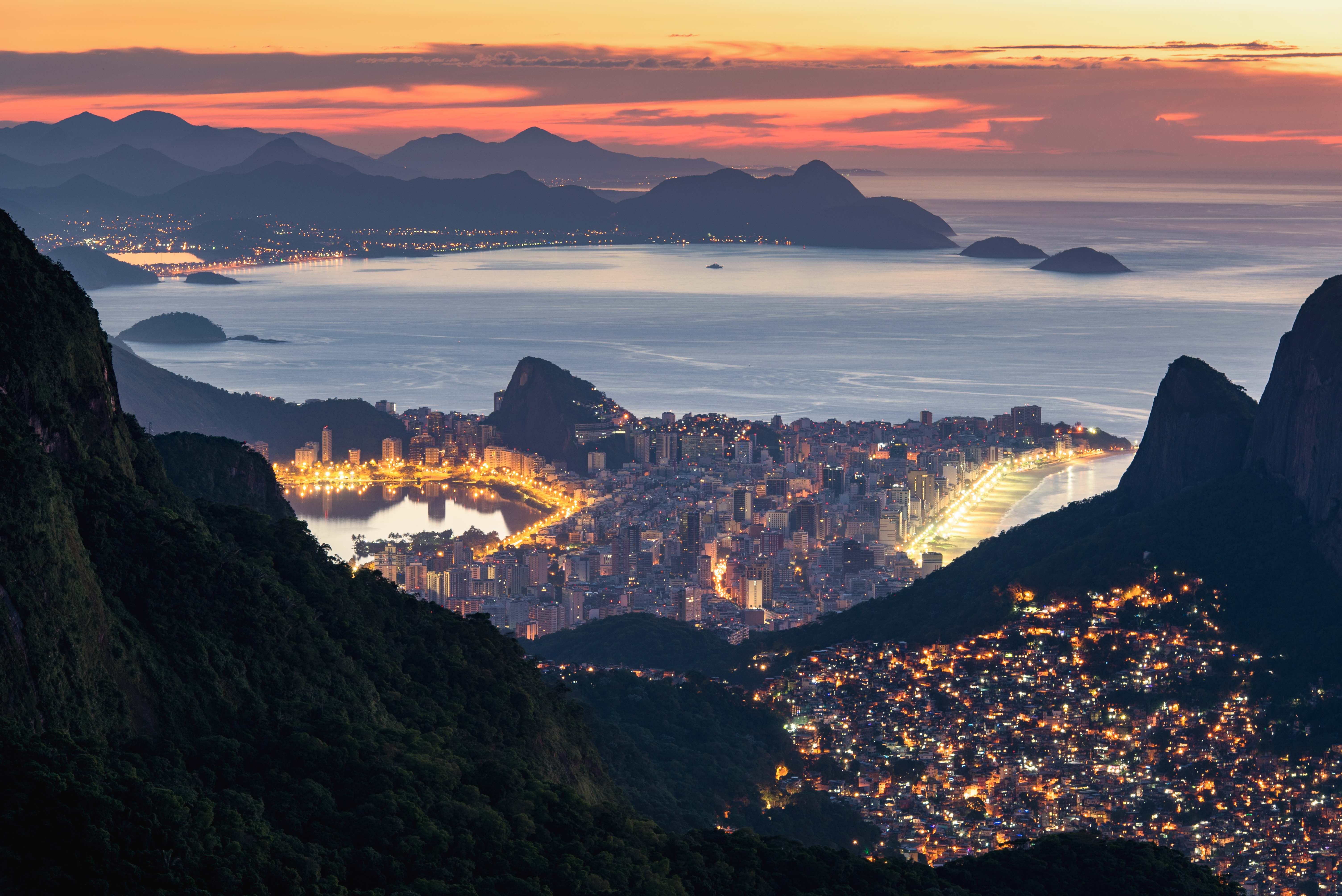
Le quartier de Rocinha, la plage d'Ipanema et quelques collines à Rio de Janeiro en 2018.

### Géologie

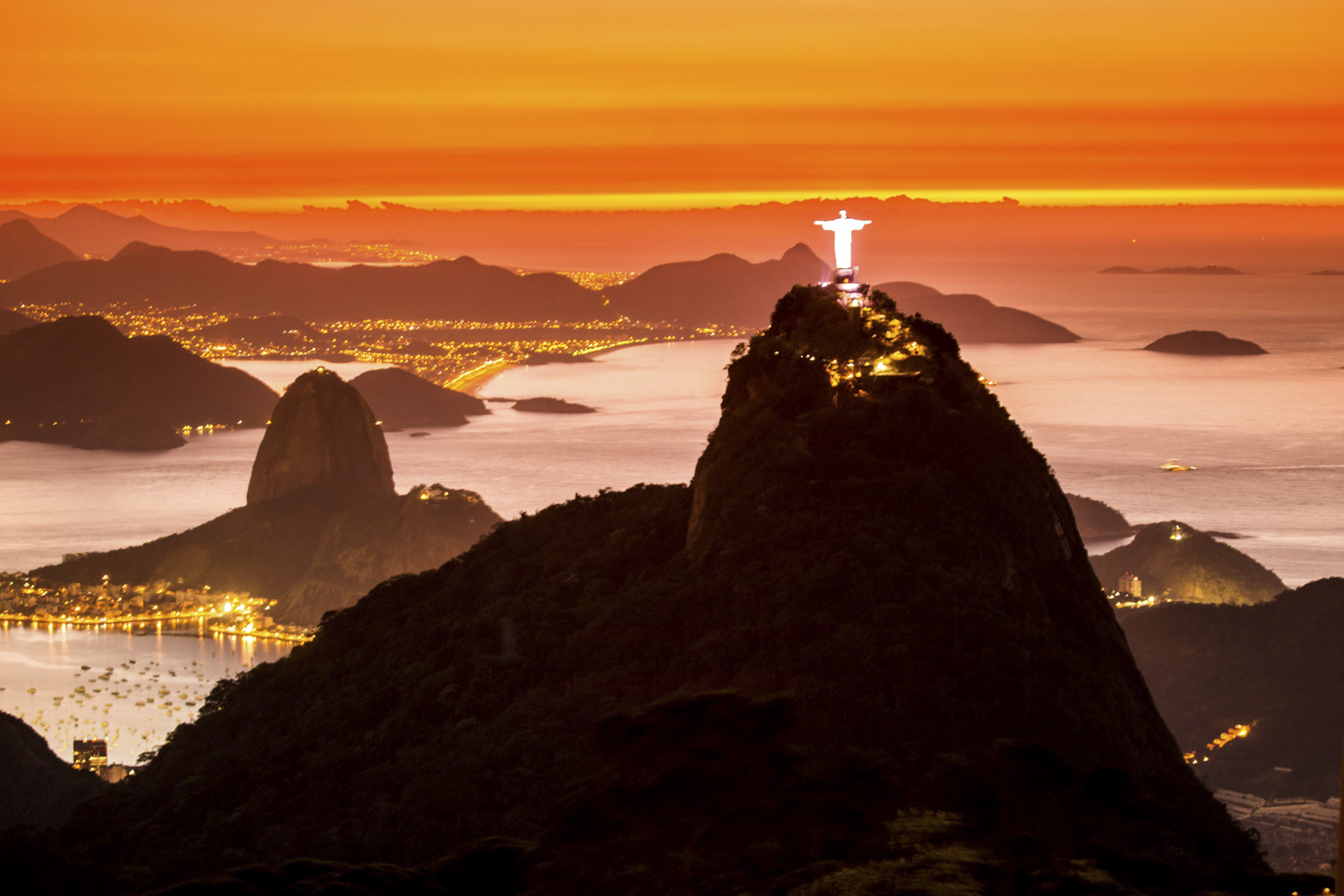
Lever de Soleil sur le Corcovado et le Pain de Sucre.

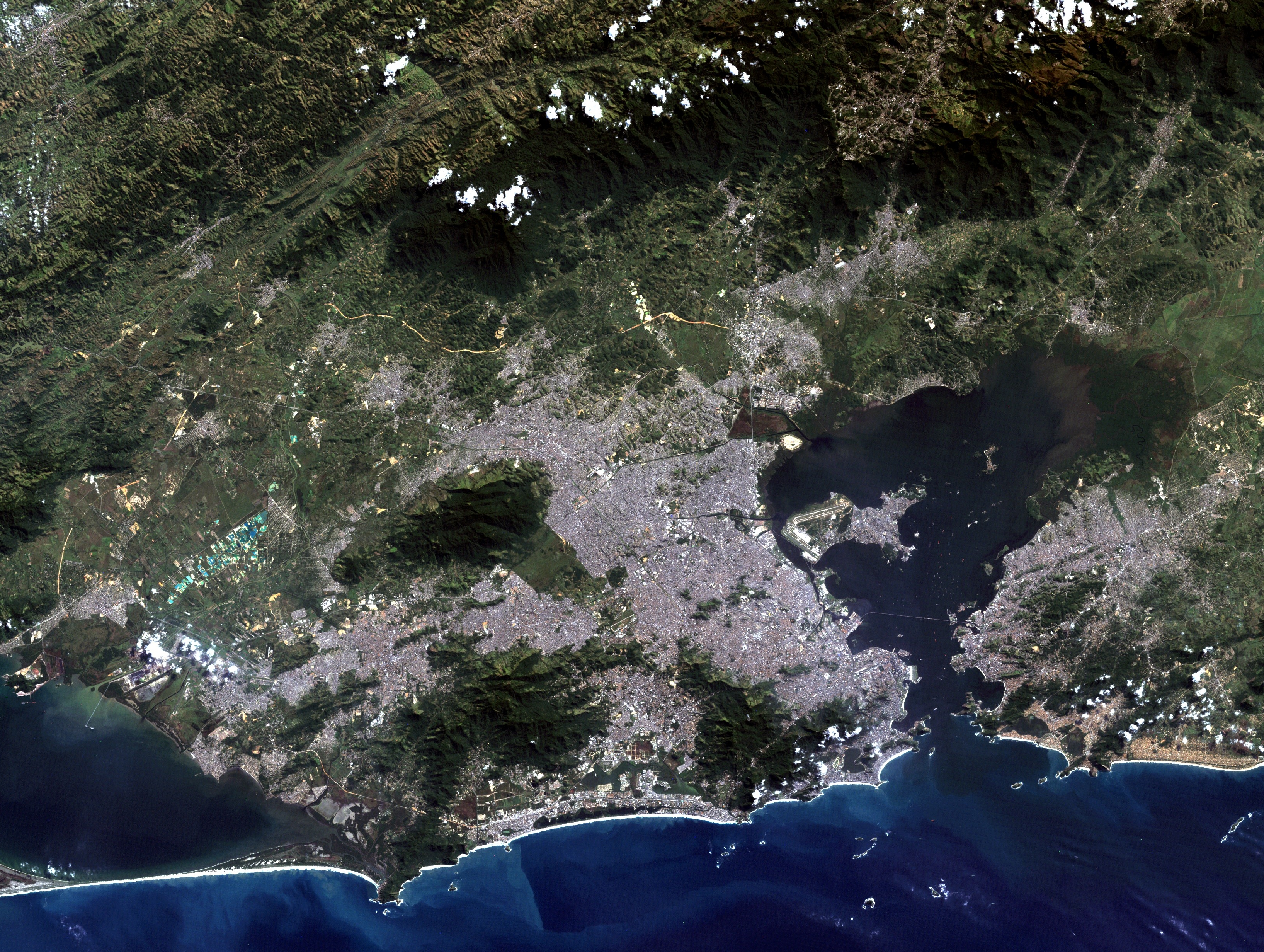
Image satellite de Rio de Janeiro en 2011.

La ville est localisée sur la côte atlantique au sud-ouest du Brésil, au sud du craton de São Francisco, dans le bouclier Atlantique (en). Ce bouclier a subi plusieurs bouleversements tectoniques qui ont résulté en collines, montagnes et vallées caractérisant la côte de Rio. Cette tectonique est attribuée à plusieurs cycles orogéniques marqués par un plutonisme de granites. Le « Pão de Açucar » (le « Pain de Sucre ») et le « Corcovado » sont de bons exemples du résultat de ces mouvements tectoniques avec la mise en place de pitons de granite désquamés.

### Site
Rio s'étend sur 1 200 km2 à l'ouest de la baie de Guanabara. La ville s’est développée sur d’étroites plaines alluviales comprimées entre montagnes et collines (appelées Morros). La ville se compose d’accidents géographiques variés tels que des massifs, des baies, des îles, des lagunes, des montagnes, des rivières et des collines.

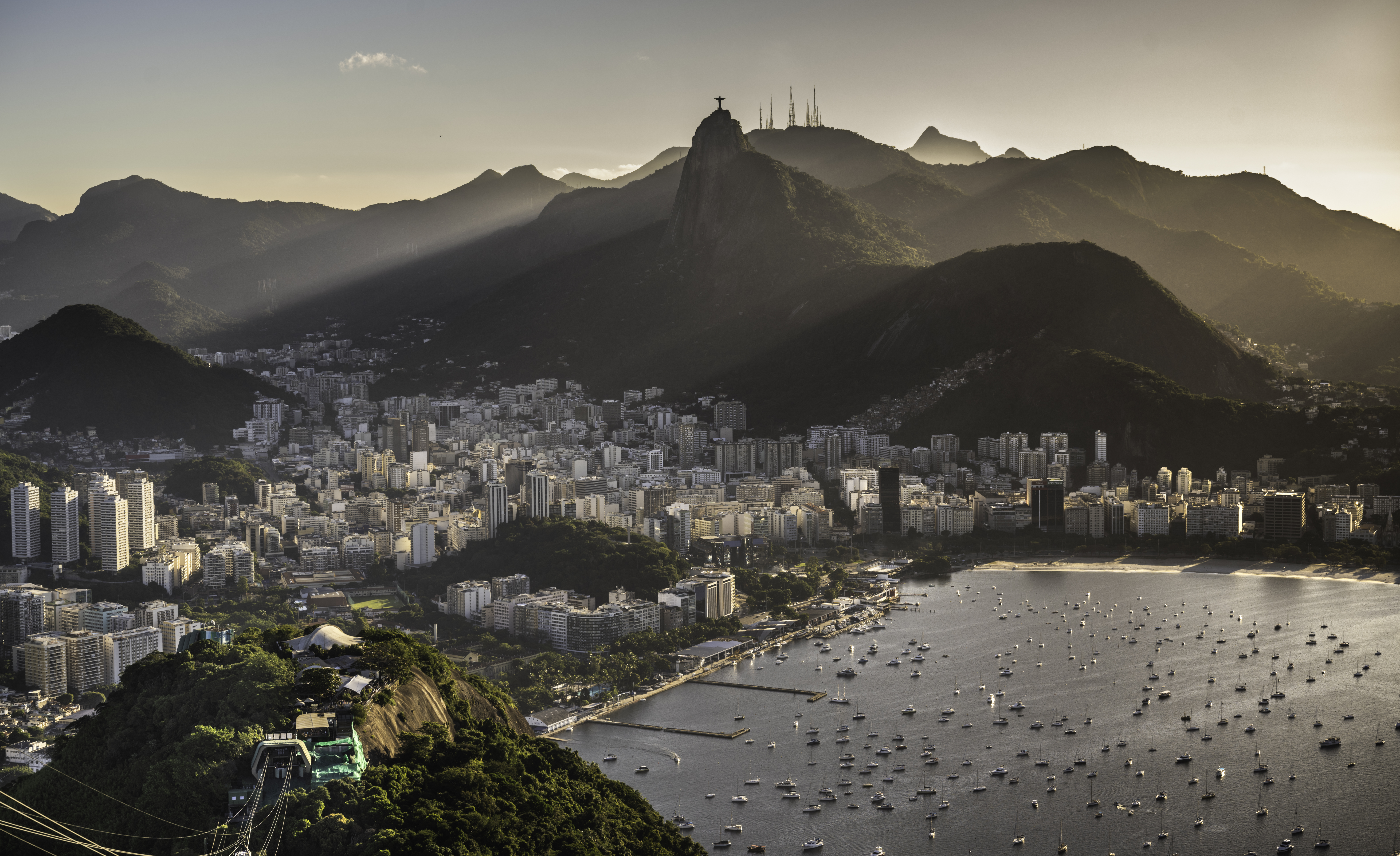
Le site de Rio de Janeiro. Juin 2023.
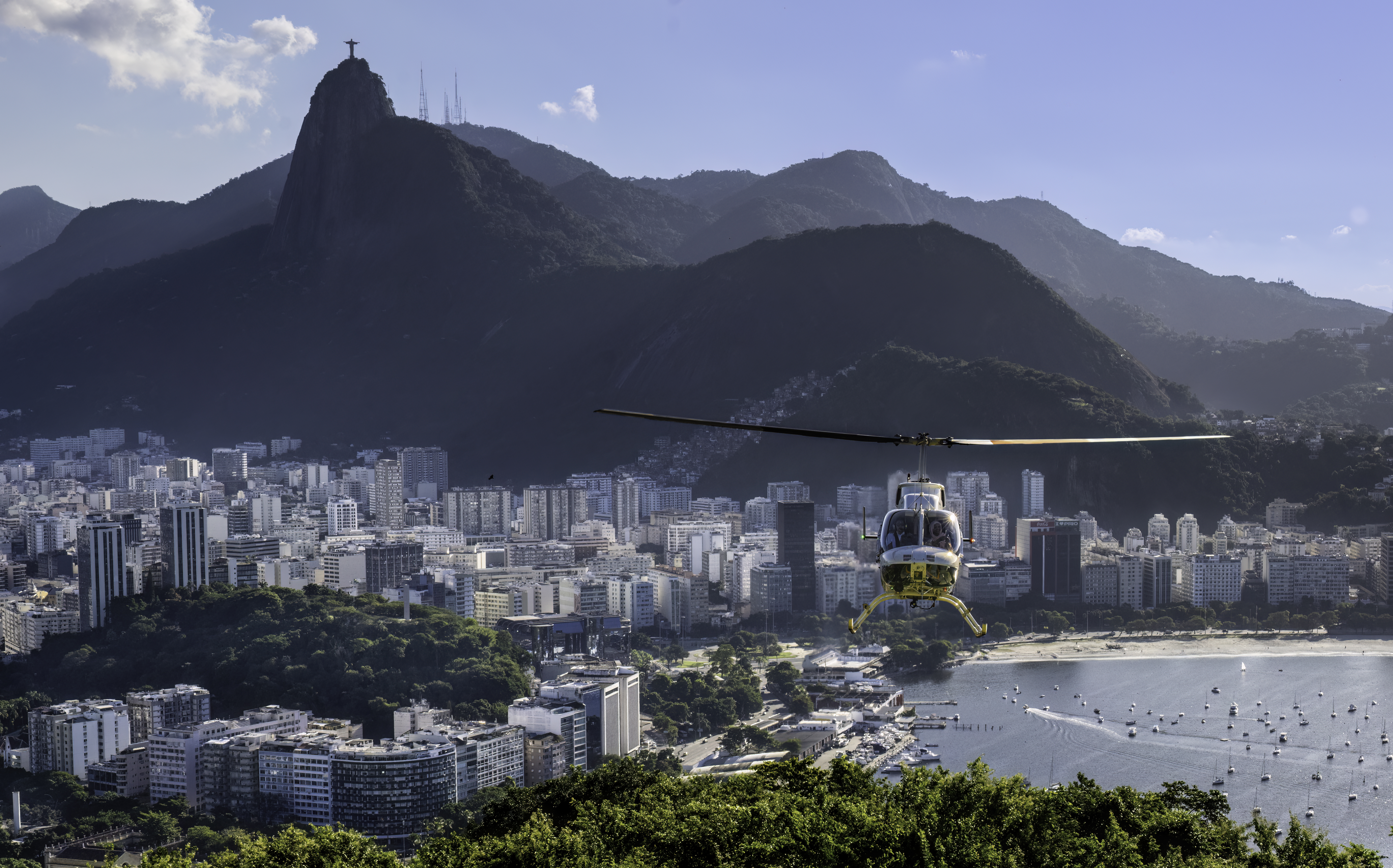
Le même avec un hélicoptère. Juin 2023.
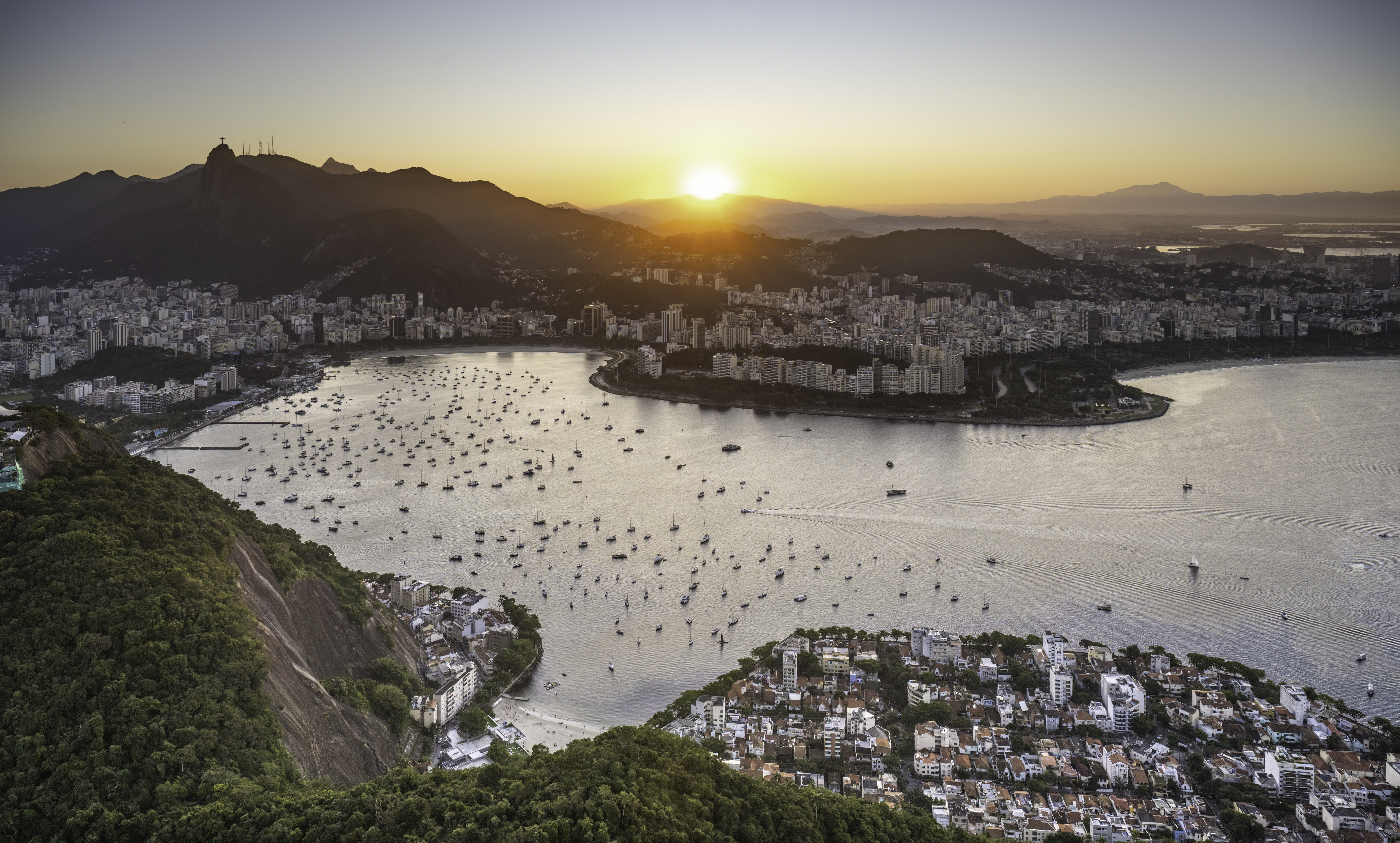
Rio de Janeiro. Tout en bas, la plage Rouge ; à gauche à l'horizon, la petite pointe est la statue du Christ Rédempteur ; quelque part à droite, la Gare Central do Brasil. Juin 2023.

### Reliefs
Rio de Janeiro est basée sur trois grands massifs : la Pedra Branca, qui traverse la ville dans le sens est-ouest (où est le point culminant de la municipalité, le pic de Pedra Branca, de 1 024 mètres) ; Gericinó au nord (avec le pic Guandu, 900 mètres) ; et celui de Tijuca (ou Carioca), sur lequel se trouvent des collines et des sommets célèbres, certains couverts d’une végétation luxuriante, d’un grand intérêt touristique : le pic de Tijuca, Pedra da Gávea (842 m), Corcovado (704 m), Dois irmãos (533 m) et Pain de Sucre (395 m), à l’entrée de la baie.

### Littoral et plages

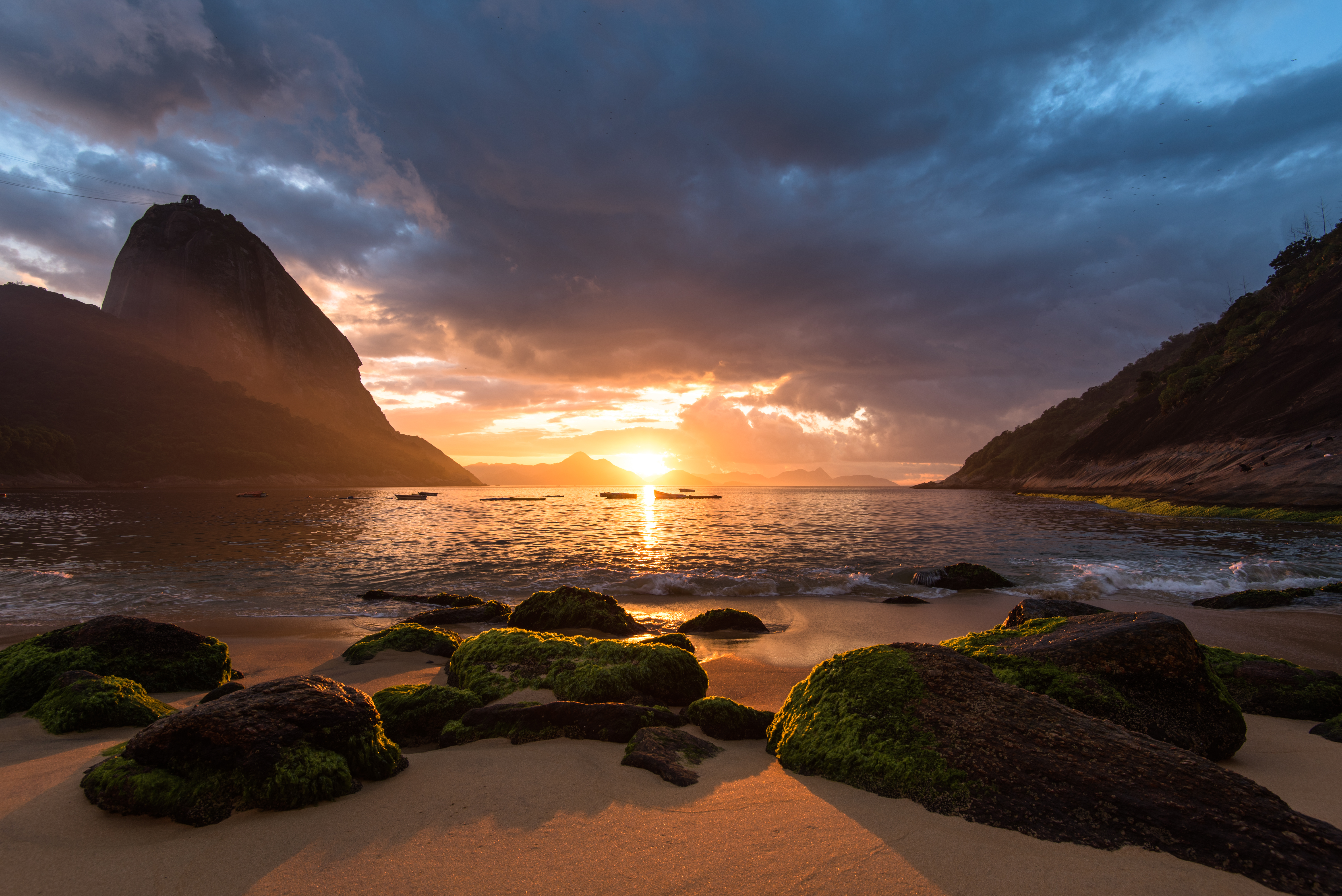
Une plage de Rio de Janeiro, avec le mont du Pain de Sucre sur la gauche. Avril 2016.

Le littoral de Rio est long de 197 kilomètres et comprend plus d’une centaine d’îles occupant 37 km2, et il se déploie sur trois côtés : face à la baie de Sepetiba, face à l’océan Atlantique et face à la baie de Guanabara. La côte de la baie de Sepetiba est sablonneuse, basse et peu découpée. La côte de la baie de Guanabara est très découpée, basse, comportant de nombreuses îles (comme celle du Gouverneur avec 29 km2 ou celle de Paqueta)
. La baie de Guanabara est profonde de 30 kilomètres. Son entrée est gardée par deux forts des XVIIe et XIXe siècles. Il est facile de traverser la baie de Guanabara pour se rendre à Niterói ou dans les îles, d'où l'on découvre une vue magnifique de la ville de Rio et des montagnes luxuriantes qui la sertissent. L'étape la plus intéressante est l'île de Paquetá, une des 84 îles de la baie, où le paysage n'a pas changé depuis le XIXe siècle. Dans cette île, les voitures ne sont pas autorisées. La plus grande de toutes est l'Ilha do Governador (« Île du Gouverneur »), où est situé l'aéroport international Antônio Carlos Jobim.
La côte atlantique, moins découpée, présente une alternance considérable, parfois à une certaine hauteur, au contact des branches côtières des massifs de Pedra Branca et de Tijuca, ou basse, un tronçon à travers lequel s’étendent les plages intégrées au paysage urbain. Les principales lagunes de la ville sont Marapendi, Jacarepaguá et Rodrigo de Freitas. Elles se sont formées dans les basses terres, beaucoup de terrains marécageux n'étant pas encore complètement drainés.

### Végétation
Les forêts tropicales recouvrent plus de 90 % du territoire de Rio. Une grande proportion de ce territoire fut dévastée par l'urbanisation et les plantations (café, sucre). Les rares sites préservés de toute trace humaine se trouvent en général sur les pics des chaînes de montagnes. La ville de Rio jouit également de la plus grande forêt urbaine du monde, la « Floresta da Tijuca », un vestige de la Forêt atlantique (Mata atlântica) qui fut préservée à l'intérieur même de la ville. La rivière la plus importante de Rio est la « Paraíba do Sul » qui provient de São Paulo et qui marque la frontière entre l'État de Rio de Janeiro et celui du Minas Gerais.

### Climat
La ville de Rio est située dans la zone tropicale. En effet, le tropique du Capricorne se situe seulement à quelques degrés au sud de Rio. Le climat y est tropical de savane avec hiver sec avec certains changements locaux dus à l'altitude. Il est classé Aw dans la classification de Köppen car toutes les températures mensuelles moyennes sont supérieures à 18 °C. De plus, les précipitations du mois le plus sec sont inférieures à 60,0 mm et à [100 - (précipitations annuelles mensuelles)/25]. En effet, les mois de juillet et août sont les plus secs avec 40,0 mm et leurs précipitations sont inférieures à (100 - 1 090,0 mm / 25) soit 56,4.
La température annuelle moyenne est de 24 °C et les précipitations sont d'environ 1 200 mm par an. La ville se situant dans l'hémisphère sud, la saison estivale dure de décembre à mars et est plus humide que la saison hivernale qui, elle, dure de juin à septembre.
| Mois                              | jan. | fév. | mars | avril | mai  | juin | jui. | août | sep. | oct. | nov. | déc. | année |
| --------------------------------- | ---- | ---- | ---- | ----- | ---- | ---- | ---- | ---- | ---- | ---- | ---- | ---- | ----- |
| Température minimale moyenne (°C) | 23,3 | 23,5 | 23,3 | 21,9  | 20,4 | 18,7 | 18,4 | 18,9 | 19,2 | 20,2 | 21,4 | 22,4 | 21    |
| Température moyenne (°C)          | 26,3 | 26,6 | 26   | 24,4  | 22,8 | 21,8 | 21,3 | 21,8 | 22,2 | 22,9 | 24   | 25,3 | 23,8  |
| Température maximale moyenne (°C) | 30,1 | 30,2 | 29,4 | 27,8  | 26,4 | 25,2 | 25   | 25,5 | 25,4 | 26   | 27,4 | 28,6 | 27,3  |
| Record de froid (°C)              | 15   | 17   | 14   | 12    | 10   | 6    | 4    | 6    | 7    | 11   | 10   | 14   | 4     |
| Record de chaleur (°C)            | 43   | 43   | 42   | 40    | 39   | 36   | 37   | 40   | 43   | 42   | 42   | 44   | 44    |
| Précipitations (mm)               | 130  | 120  | 130  | 100   | 70   | 50   | 40   | 40   | 60   | 80   | 90   | 130  | 1 090 |

## Démographie

### Évolution démographique

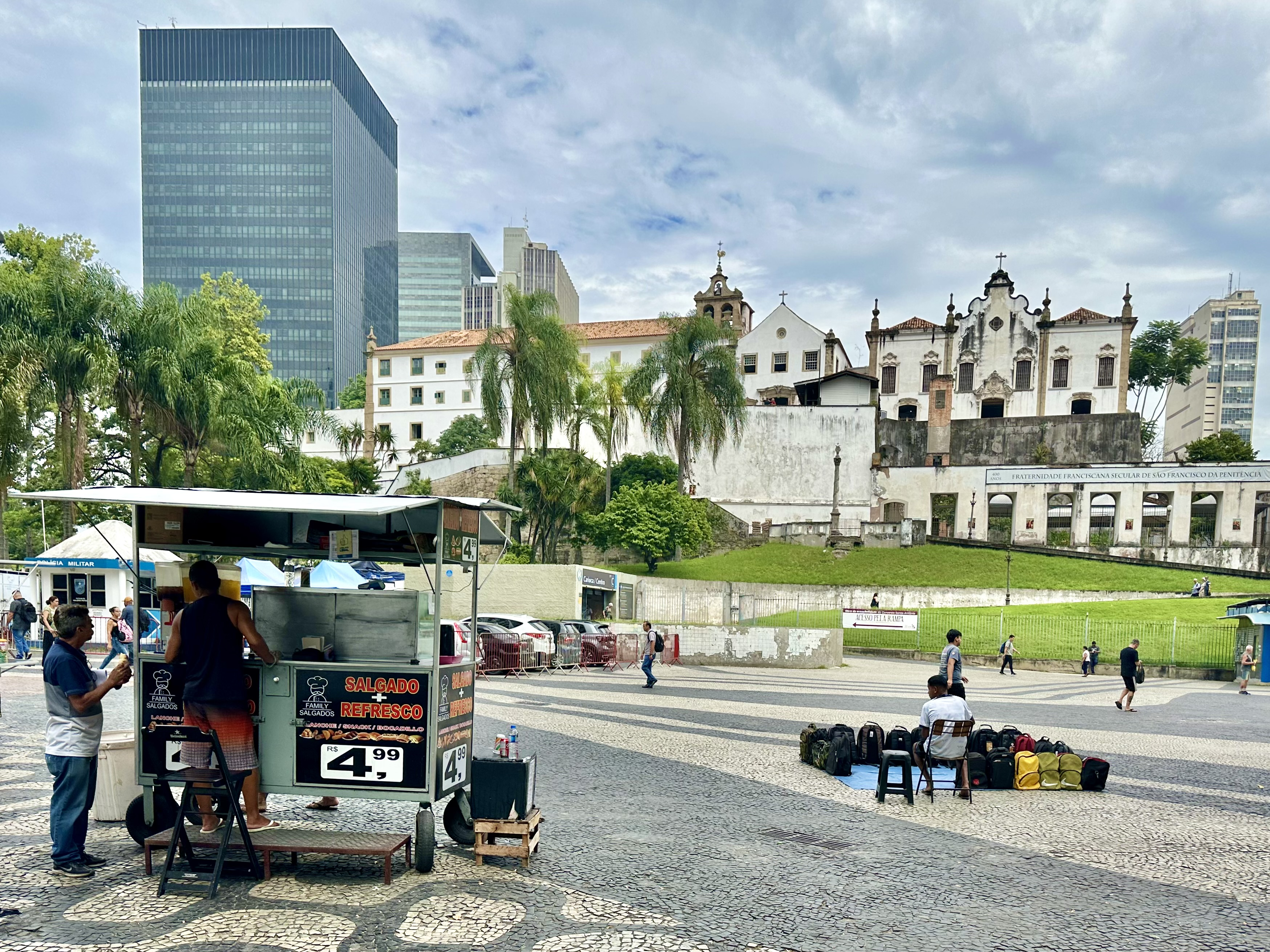
Une place, ses passants et vendeurs de rue.

Rio est la plus grande ville du Brésil après São Paulo. Ses habitants (appelés Cariocas) sont environ 6 500 000 (selon les chiffres de 2017) et occupent un territoire de 1 256 km2. La région métropolitaine de la ville est estimée abriter entre 10 et 12 millions de personnes.
| 1991      | 2000      | 2005      | 2010      | 2017      |
| --------- | --------- | --------- | --------- | --------- |
| 5 480 768 | 5 857 904 | 6 094 200 | 6 320 446 | 6 520 270 |

.

### Répartition ethnique
| Ethnie             | Pourcentages | Nombres   |
| Blancs             | 51,26        | 3 239 888 |
| Pardos             | 36,69        | 2 318 675 |
| Noirs              | 11,2         | 708 148   |
| Asiatiques         | 0,73         | 45 913    |
| Indigènes          | 0,03         | 5 981     |
| NSP                | 0,01         | 1 842     |
| Source: IBGE 2010. |              |           |

Bien que la plupart des cariocas soient d'ascendance portugaise ou africaine, plusieurs vagues d'immigration ont contribué à constituer la population de l'ancienne capitale du Brésil. Ainsi, des communautés italiennes, libanaises, allemandes, espagnoles, juives ou encore japonaises coexistent dans ses différents quartiers.
La Constitution interdit et condamne la discrimination raciale sous toutes ses formes. L’article 1er de la Constitution de 1988 précise que le Brésil « constitue un État démocratique de droit [qui] a pour fondements […] la dignité de la personne humaine ». De plus, l’article 5 de la Constitution précise même que la pratique du racisme constitue une infraction pour laquelle il ne sera autorisé aucune libération sous caution et entraînera une peine de réclusion.

### Religion
| Religion             | Pourcentage | Nombre    |
| Catholicisme         | 51,09       | 3 229 192 |
| Protestantisme       | 23,37       | 1 477 021 |
| Sans religion        | 13,59       | 858 704   |
| Spiritisme           | 5,90        | 372 851   |
| Umbanda et Candomblé | 1,29        | 72 946    |
| Judaïsme             | 0,34        | 21 800    |
| Source: IBGE 2010.   |             |           |

La population brésilienne dans son ensemble est sans doute la plus fervente du continent américain, 90 % de ses habitants déclarent pratiquer activement une religion et plus de 97 % qu'ils croient en un Dieu et une religion.
Le catholicisme a été la principale religion du pays dès le XVIe siècle avec l'arrivée des Portugais et beaucoup d'églises construites par les colons existent toujours. En 2010, alors que les catholiques forment environ 63 %[réf. nécessaire] de la population du pays, seulement 50 % des habitants de Rio de Janeiro se disent catholiques.
En 2011, la ville a été choisie par le pape Benoît XVI aux JMJ de Madrid pour accueillir les Journées mondiales de la jeunesse en 2013.
Dans les favelas, les pratiquants de candomblé subissent régulièrement des persécutions de la part des trafiquants et des évangélistes, leurs lieux de culte sont détruits, particulièrement après l'arrivée au pouvoir de Jair Bolsonaro.

### Quartiers

La ville de Rio de Janeiro est divisée en quatre zones géographiques : le centre (rouge), la zone sud (orange), la zone nord (bleu) et la zone ouest (vert).

La ville est généralement divisée en quatre zones géographiques : 

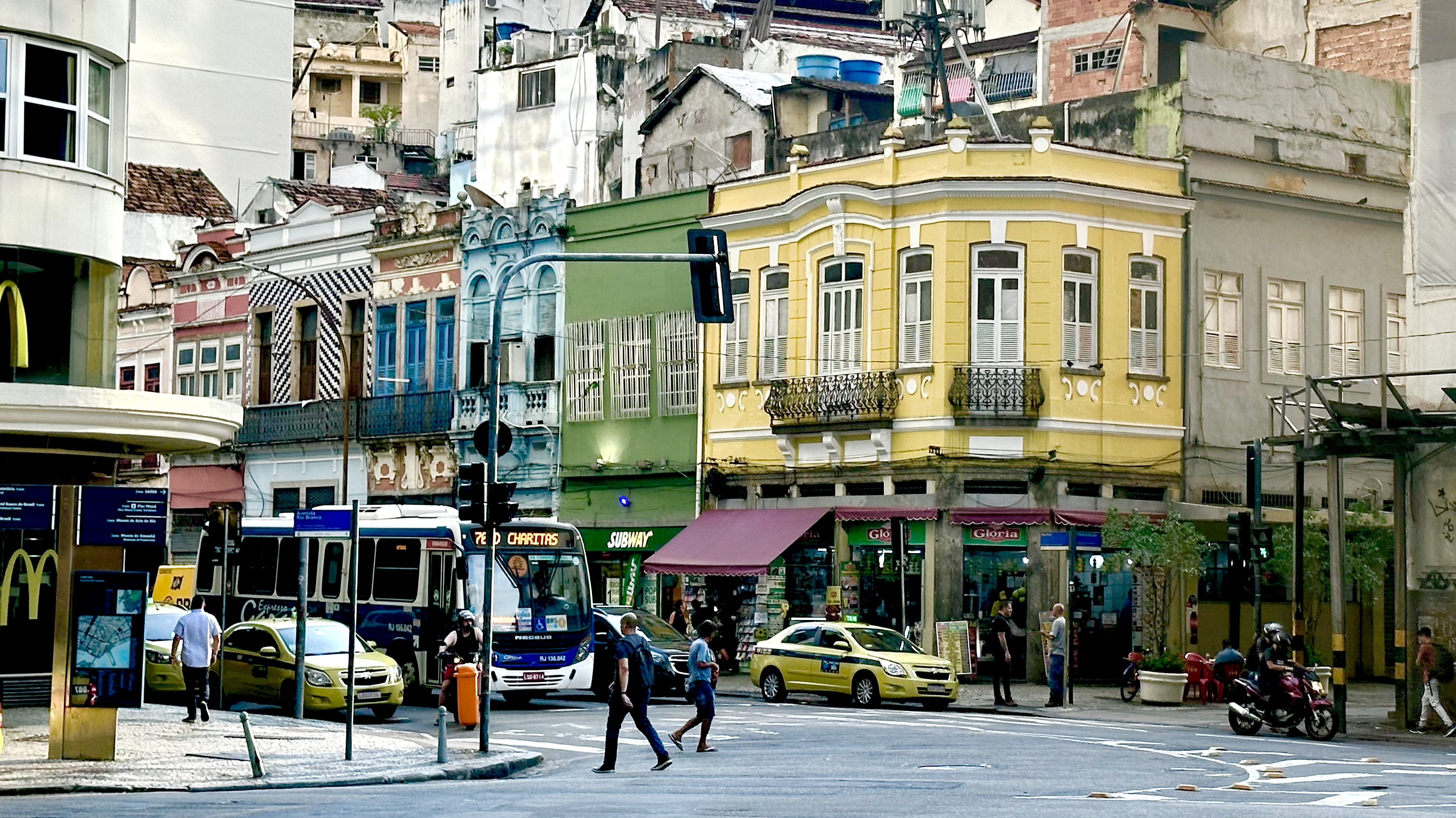
Pluralité des constructions dans le centre, Rua Acre.

- Centre (Centro) : centre historique, qui abrite de nombreuses églises, ainsi que plusieurs grands musées et monuments Belle Époque. C'est également le centre administratif et financier de la ville, il mélange des constructions anciennes et modernes avec de nombreux gratte-ciels. Les quartiers sont Bairro de Fátima (pt), Catumbi, Centro, Cidade Nova, Estácio, Gamboa, Paquetá, Praça Quinze, Praça Mauá, Santo Cristo, Saúde ;

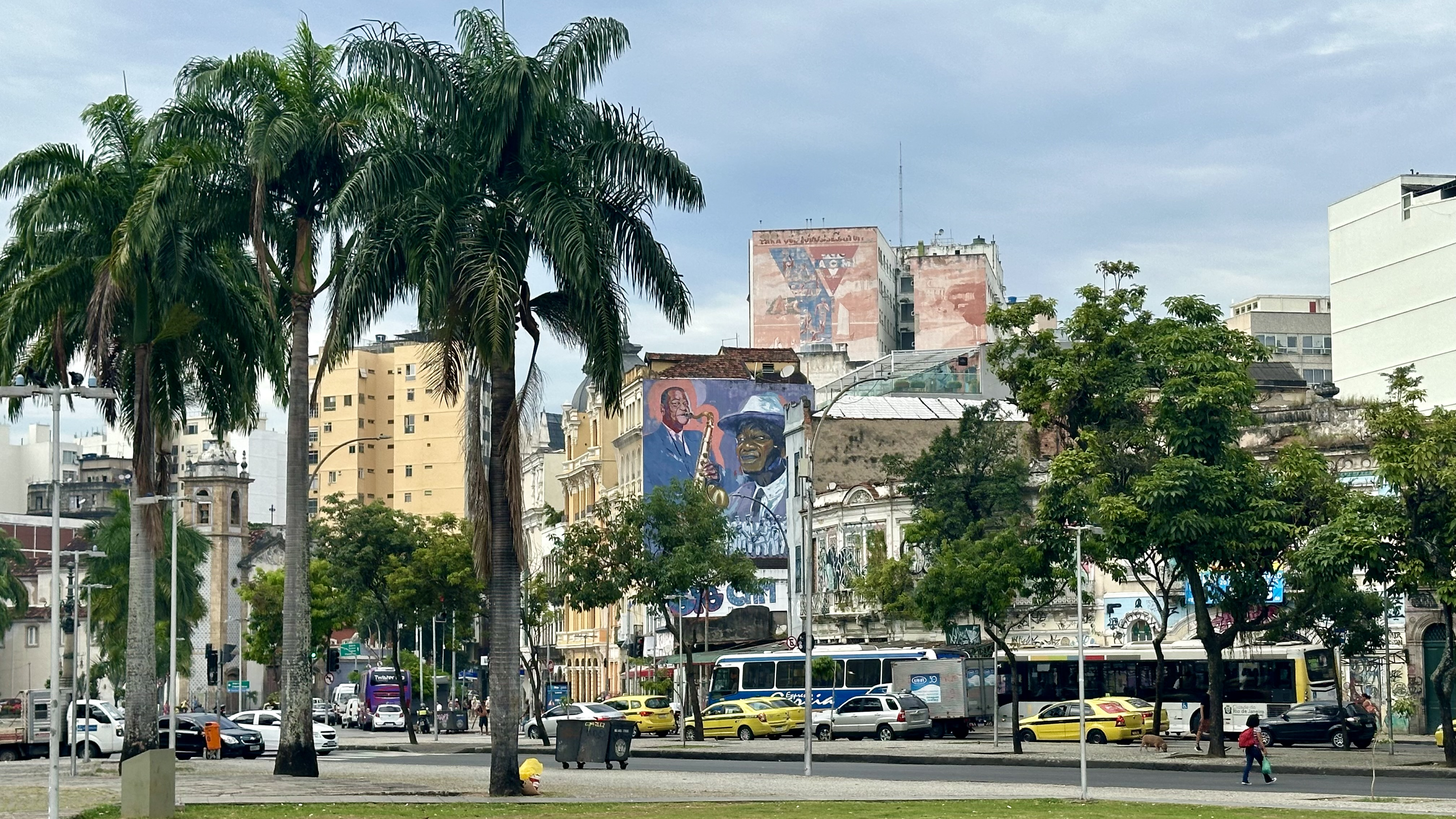
Immeubles rénovés ou dégradés de Lapa et art urbain.

- Zone sud (Zona Sul) : elle est composée de plusieurs quartiers, parmi lesquels São Conrado, Leblon, Ipanema, Arpoador, Copacabana et Leme, qui composent la célèbre côte atlantique de Rio. Les autres districts de la zone sud sont Glória, Catete, Flamengo, Botafogo et Urca, qui bordent la baie de Guanabara, et Santa Teresa, Cosme Velho, Laranjeiras, Humaitá, Lagoa, Jardim Botânico et Gávea. C’est la partie la plus riche de la ville et la plus connue à l’étranger ; les quartiers de Leblon et d’Ipanema, en particulier, ont l’immobilier le plus cher de toute l’Amérique du Sud.
- Zone nord (Zona Norte) : elle est surtout une zone résidentielle, moins riche. Elle abrite la plupart des écoles de samba de Rio, ainsi qu'une grande partie des favelas de la ville. Les quartiers sont Abolição, Acari (pt), Água Santa, Alto da Boa Vista, Anchieta (pt), Andaraí, Barros Filho (pt), Bento Ribeiro, Cachambi, Campinho (pt), Cascadura (pt), Cavalcante, Coelho Neto, Colégio (pt), Cordovil (pt), Costa Barros (pt), Encantado, Engenheiro Leal (pt), Engenho de Dentro (pt), Engenho Novo (pt), Fundão (pt), Grajaú, Guadalupe, Honório Gurgel (pt), Irajá, Jacaré (pt), Jacarezinho, Jardim América (pt), Lins de Vasconcelos (pt), Madureira, Mangueira, Maracanã, Méier (pt), Del Castilho (pt), Oswaldo Cruz, Parada de Lucas (pt), Pavuna (pt), Piedade (pt), Pilares (pt), Praça Seca (pt), Quintino Bocaiúva (pt), Ramos, Riachuelo, Ribeira, Ricardo de Albuquerque (pt), Rio Comprido (pt), Rocha, Rocha Miranda (pt), Sampaio (pt), São Cristóvão, São Francisco Xavier (pt), Tauá (pt), Tijuca, Todos os Santos (pt), Tomás Coelho (pt), Turiaçu, Vasco da Gama (Rio de Janeiro), Vaz Lobo (pt), Vicente de Carvalho (pt), Vigário Geral (pt), Vila da Penha (pt), Vila Isabel, Vista Alegre (pt), Zumbi (pt) ;
- Zone ouest (Zona Oeste) : La Zona Oeste de Rio de Janeiro est une zone vaguement définie qui couvre plus de 50% de la superficie totale de la ville. Le plus haut sommet de la ville de Rio de Janeiro est le pic Pedra Branca (1 024 m) à l’intérieur du parc d’État de Pedra Branca. Les quartiers sont Anil, Bangu, Barra de Guaratiba, Barra da Tijuca, Camorim, Campo dos Afonsos (pt), Campo Grande, Cidade de Deus, Cosmos, Curicica, Deodoro, Freguesia de Jacarepaguá (pt), Gardênia Azul, Gericinó (pt), Grumari, Guaratiba (pt), Inhoaíba (pt), Itanhangá, Jacarepaguá, Jardim Sulacap (pt), Joá, Magalhães Bastos (pt), Marechal Hermes (pt), Paciência (pt), Padre Miguel (pt), Pedra de Guaratiba (pt), Realengo (pt), Recreio dos Bandeirantes, Santa Cruz, Santíssimo (pt), Senador Camará, Senador Vasconcelos (pt), Sepetiba (pt), Tanque (pt), Taquara, Vargem Grande (pt), Vargem Pequena (pt), Vila Militar, Vila Valqueire (pt).

### Favelas

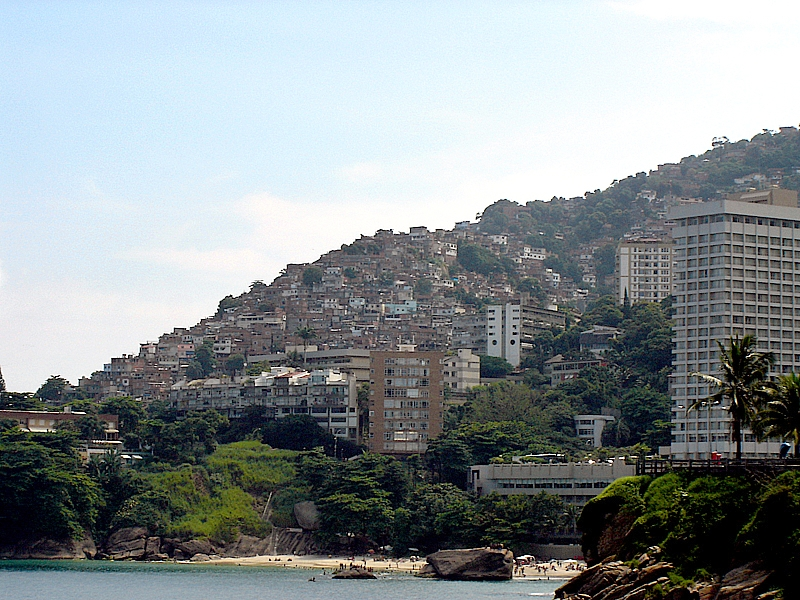
Favela de Vidigal.

Près de 25 % de la population, soit 1,5 million de personnes, vit dans des bidonvilles, appelés favelas au Brésil. Les favelas poussent à un rythme soutenu car elles regroupent la population la plus pauvre composée des nouveaux arrivants, de familles sans travail, de marginaux mais aussi et surtout de travailleurs pauvres. C'est donc le point de chute de tous ceux qui n'ont pas accès aux logements sociaux. « Les habitants des favelas sont la main-d’œuvre de Rio, et servent de travailleurs informels, femmes de ménage, caissières, ouvriers journaliers, vendeurs de rue… ».
Leurs habitats, souvent concentrés sur les pentes escarpées des collines, est un amalgame de matériaux de fortune récupérés sur les dépôts d'ordures au fur et à mesure des besoins. Cette situation engendre de nombreux accidents lors des glissements de terrain faisant suite la plupart du temps à de fortes précipitations. Celles-ci minent les fondations et font alors glisser des blocs entiers de maisons.
La plupart des maisons des favelas ont deux ou trois pièces, avec cinq à huit habitants. L'insalubrité de certaines habitations pose aussi problème : « Dans la favela, la plupart des maisons ont peu de fenêtres, ce qui empêche une bonne circulation de l'air, l'entrée de la lumière du jour et favorise la propagation de maladies respiratoires », souligne Patricia Canto, pneumologue de l'École Nationale de Santé Publique de Rio.
Leur apparence chaotique cache pourtant une organisation précise et très hiérarchisée de l'espace, des règles et des usages. Le pouvoir étant souvent entre les mains des gangs et des narcotrafiquants qui y ont élu domicile ou de milices parapolicières. De ce fait, les favelas sont aussi le théâtre de violences, souvent dues au trafic de drogue et à des guerres de gangs. Ville dans la ville, la favela fait peur à qui ne l'habite pas. Cependant, depuis que le Brésil s'est vu offrir l'organisation de la Coupe du monde de football de 2014 et celui des Jeux olympiques d'été de 2016 pour la ville de Rio, les pouvoirs publics brésiliens ont décidé d'utiliser des moyens militaires pour déloger les narcotrafiquants avec un certain succès, comme notamment à Vila Cruzeiro (pt) à Rio en novembre 2010.
Des 968 favelas de Rio, Ladeira dos Tabajaras, Santa Marta (pt), Mangueira, Morro do Borel, Cidade de Deus, Vidigal, Rocinha et Bento Ribeiro sont les plus connues.
Le 12 avril 2019, 22 personnes meurent dans l'effondrement de deux immeubles dans le quartier populaire de Muzema.

## Économie

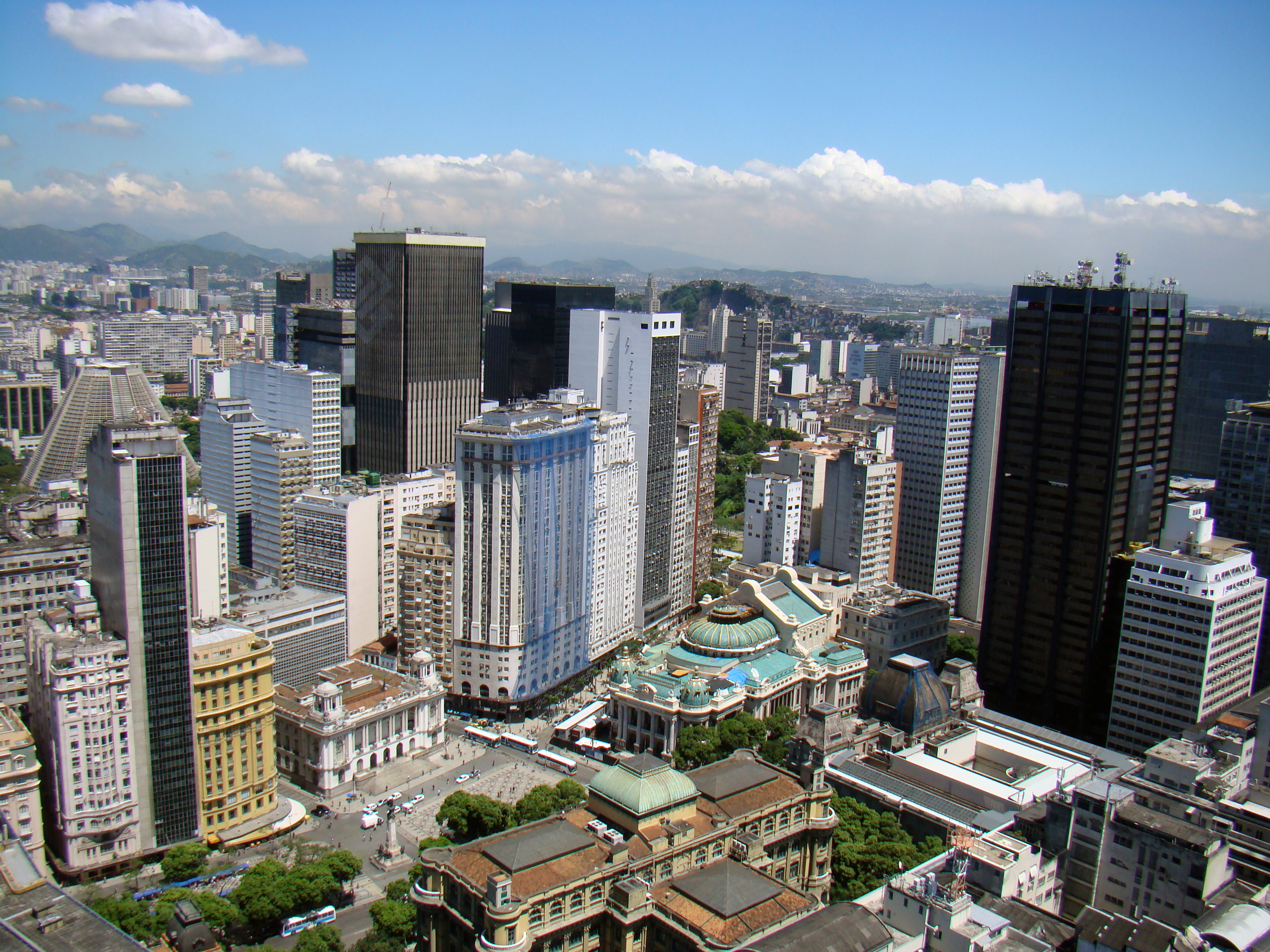
Centro, le quartier d'affaires de la ville.

Même si son poids économique ne surpasse pas celui de São Paulo, la ville de Rio demeure la seconde ville économique en importance du Brésil. Elle collabore pour un peu plus de 10 % du PIB brésilien. Elle représente donc le moteur de l'économie de l'État de Rio de Janeiro dont elle est la capitale.
Sur le plan social, 16,7 % des habitants gagnent moins de 497 reais (80 euros) par mois et 7,9 % des foyers sont en situation d’insécurité alimentaire, selon les données de 2024.
Le tourisme est une grande force économique, grâce aux plages de la ville de Rio mais aussi de l'État de Rio — à la « Região dos Lagos » (Cabo Frio, Búzios), au nord de la capitale ; ou à « Côte Verte » (Angra dos Reis, Paraty), au sud. À l'intérieur, à la montagne, les villes de Petrópolis, Nova Friburgo et Teresópolis sont les plus connues.
Jouissant d'un grand potentiel touristique, l'État de Rio dispose également de parcs industriels performants. C'est également à quelques kilomètres de la capitale que se concentrent les plus grandes réserves pétrolières du pays (les villes de Campos et Macaé). De plus, la ville s'est spécialisée dans la métallurgie, la sidérurgie, la mécanique, la chimie, l'agroalimentaire, le papier, l'extraction minière et la construction navale. Mais ce sont vraiment les activités touristiques (la ville est la première destination en Amérique du Sud), bancaires et audiovisuelles (troisième producteur mondial après les États-Unis et le Japon dans le domaine du télévisuel) qui sont le fer de lance de l'économie carioca.
Le maire de la ville, Marcelo Crivella (Parti républicain brésilien - conservateur), réduit à hauteur de 2,2 milliards de réais (environ 500 millions d’euros) les investissements dans le secteur de la santé depuis son entrée en fonction, en 2017. La situation des hôpitaux est critique en 2019, en raison du manque de matériel et de personnel soignant. Des patients atteints de maladies chroniques doivent parfois attendre des mois avant d’obtenir leurs traitements et les files d’attente aux urgences ne cessent de s’allonger.
La situation financière de la ville est également préoccupante : personnels soignants, fonctionnaires et employés d’entreprises prestataires de services des hôpitaux municipaux déclarent une grève en décembre 2019 en raison de salaires impayés. La mairie décide alors d'entrer en cessation de paiements « jusqu’à nouvel ordre ». La mesure serait « ponctuelle » et pourrait « être annulée à tout moment », selon les autorités.
D'après le parquet de Rio, le budget alloué aux dépenses publicitaires pour promouvoir la gestion de la municipalité ont presque doublé en 2019 par rapport à l’année précédente.

### Industrie
La plupart des activités industrielles de l'État de Rio se concentrent dans la sidérurgie (Companhia Siderúrgica Nacional — à Volta Redonda), la métallurgie (Álcalis — à Arraial do Cabo), le raffinage du pétrole (raffinerie de Duque de Caxias ou celle de Petrobrás) ainsi que l'automobile (les usines de Volkswagen, à Resende et du groupe PSA, à Porto Real). En plus de ses grandes entreprises, implantées sur le territoire de l'État de Rio (on y dit territoire fluminense), d'autres sociétés de moindre importance, mais essentielles au développement de la région se sont implantées à Rio. Ainsi, les entreprises pharmaceutiques, des transports, de presse et d'imprimerie (Globo), du ciment, de verre ou encore de textile sont les plus compétitives non seulement dans la région mais également à l'échelle nationale.

### Agriculture
De nos jours, l'agriculture est une activité peu développée à Rio, tant en volume qu'en valeur. Le phénomène de modernisation agricole à partir des années 1970 dans le pays modifia la nécessité du développement de l'économie primaire.
Toutefois, la principale activité agricole est la culture de la canne à sucre, au nord de l'État de Rio, à la ville de Campos. La culture de la tomate, du riz, de la fève, du maïs, de la pomme de terre, de l'orange et de la banane contribuent également à l'économie locale. Pour des raisons stratégiques, la ville de Rio semble avoir misé sur le développement du tourisme et des industries secondaires.

### Pétrole
Les principaux produits minéraux extraits sont les sels marins, le calcaire et le marbre. En 1974, du pétrole fut découvert sur le littoral et dans les eaux profondes au large de la baie de Guanabara. D'importantes installations de plates-formes off-shore pétrolières ont été aménagées alors dans la région. Aujourd'hui, la grande région métropolitaine carioca est la région la plus productive en matière de pétrole au pays, représentant ainsi environ 65 % de la production nationale de pétrole exploité par la compagnie nationale Petrobras. Avec ses 52 600 m3 et ses techniques de forage en profondeur détenant des records (près de 2 km), sa capacité de plus de 330 000 barils par jour, ce site est le plus compétitif du pays.

### Port
Le port de Rio de Janeiro est situé à l'Ouest de la baie de Guanabara. Il est l'un des plus actifs du pays.

## Éducation
La ville de Rio de Janeiro, ainsi que celle de São Paulo, sont parmi les plus avancées dans le domaine de l'éducation. De nombreuses grandes écoles et universités nationales ont choisi de s'implanter à Rio telles que l’université fédérale de Rio de Janeiro, la plus grande du pays, ou l'Université pontificale catholique de Rio de Janeiro. La ville compte nombre d'universités et d'instituts de recherche, le ministère de l'Éducation a recensé près de 99 établissements d'enseignement supérieur à Rio.

## Principaux sites touristiques

### Pain de Sucre (Pão de Açúcar)

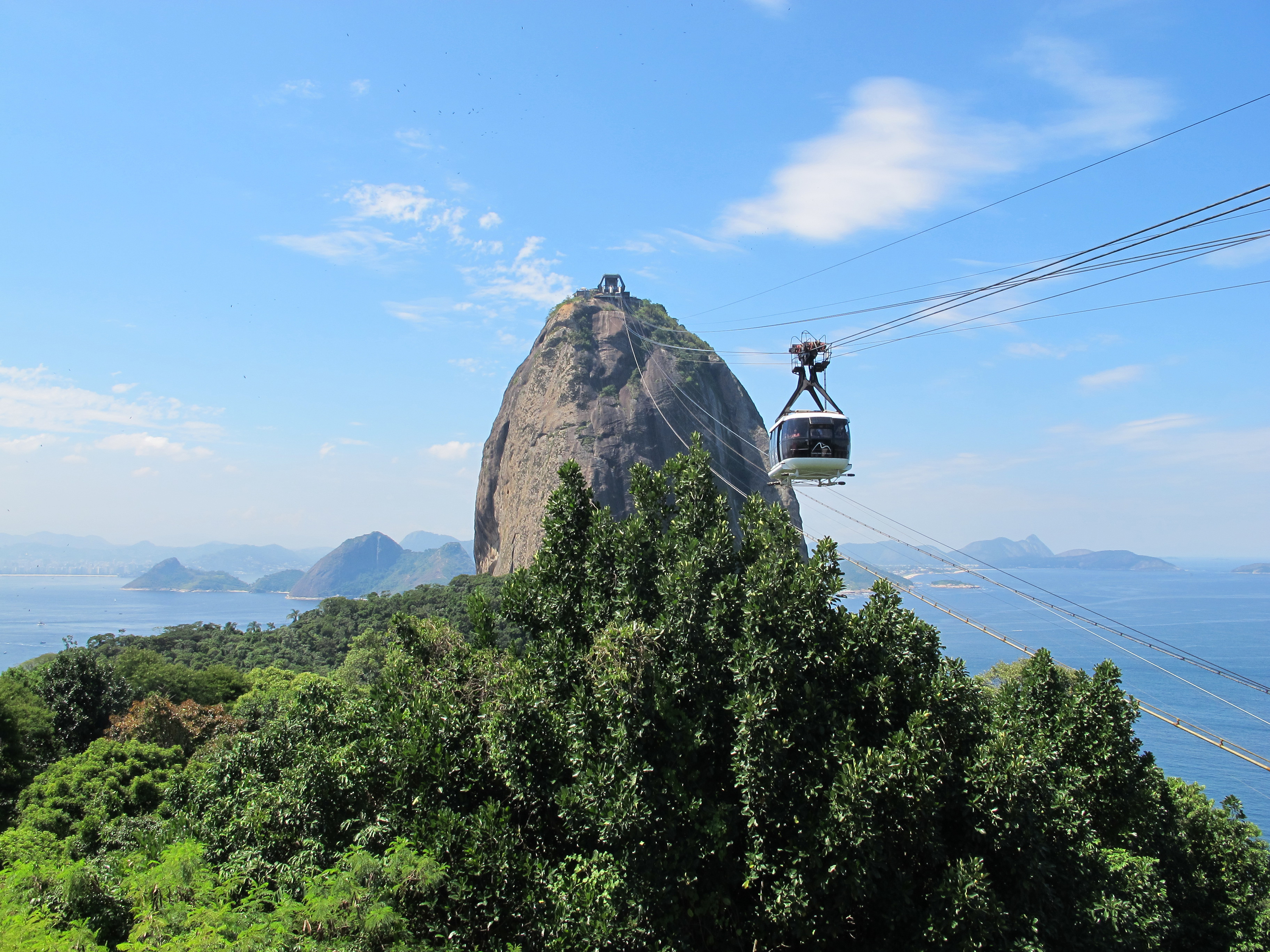
Le Pain de Sucre.

Le Pain de Sucre est un pic rocheux à l'altitude de 395 mètres et à la forme si singulière qui a toujours été le symbole de Rio. Les Indigènes l'appelaient autrefois Pau-nd-Acuqua, ce qui signifie « haut promontoire pointu et isolé ». Pour les Portugais, cela sonnait comme pão de açúcar, et le pic lui-même leur rappelait la forme de ces moules d'argile utilisés pour faire des pains de sucre. Le nom portugais est resté. À l'ouest, on peut découvrir des panoramas de toute beauté, où s'étendent les plages de Leme, Copacabana, Ipanema et Leblon, bordées par les montagnes. À vos pieds, vous apercevrez les quartiers de Botafogo et de Flamengo avec le Corcovado surmonté du Christ Rédempteur. Quelle que soit l'heure, la vue depuis le Pain de Sucre est splendide.

### Corcovado

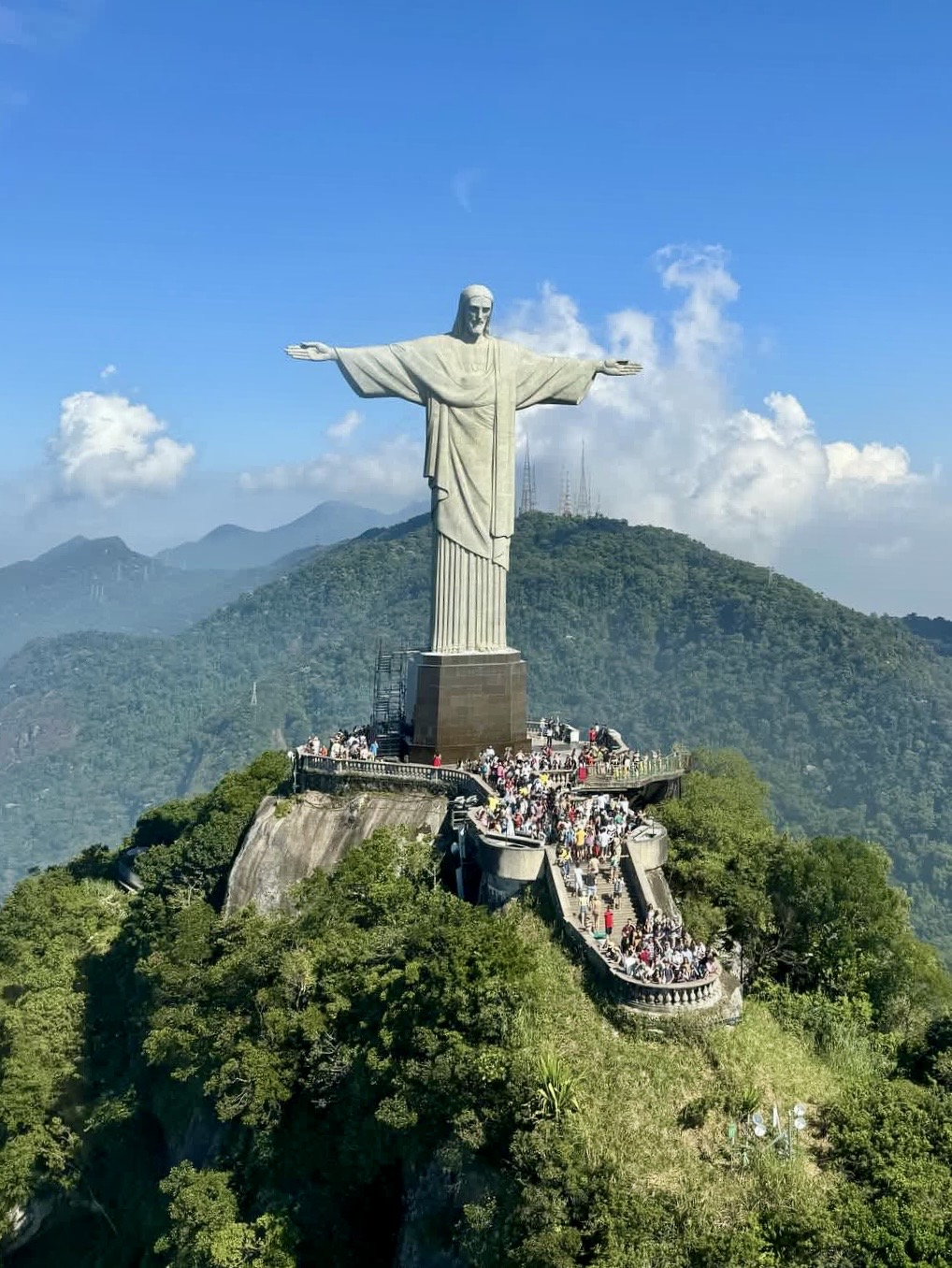
Christ Rédempteur au sommet du Corcovado.

La célèbre statue du Christ Rédempteur (Cristo Redentor), bras en croix, se dresse sur le pic du Corcovado d'une hauteur de 710 mètres et que l'on peut apercevoir de tous les quartiers de Rio. La statue mesure 38 mètres de haut. De simple monument religieux à ses débuts, elle est devenue au fil des ans un des emblèmes reconnus internationalement de la ville. L'œuvre, datant de 1931, est due à la collaboration du sculpteur français Paul Landowski et de l'architecte brésilien Heitor da Silva Costa. En 2007, la statue du Christ Rédempteur a été choisie comme l'une des Sept nouvelles merveilles du monde par des internautes allant voter sur un site web indépendant et par téléphone ; le soutien à la candidature brésilienne à cette élection avait fait l'objet d'une campagne de soutien privée puis publique,. Autour du Corcovado s'étend la magnifique forêt de Tijuca qui s'avance presque jusqu'au cœur même de la ville.

### Copacabana et Ipanema

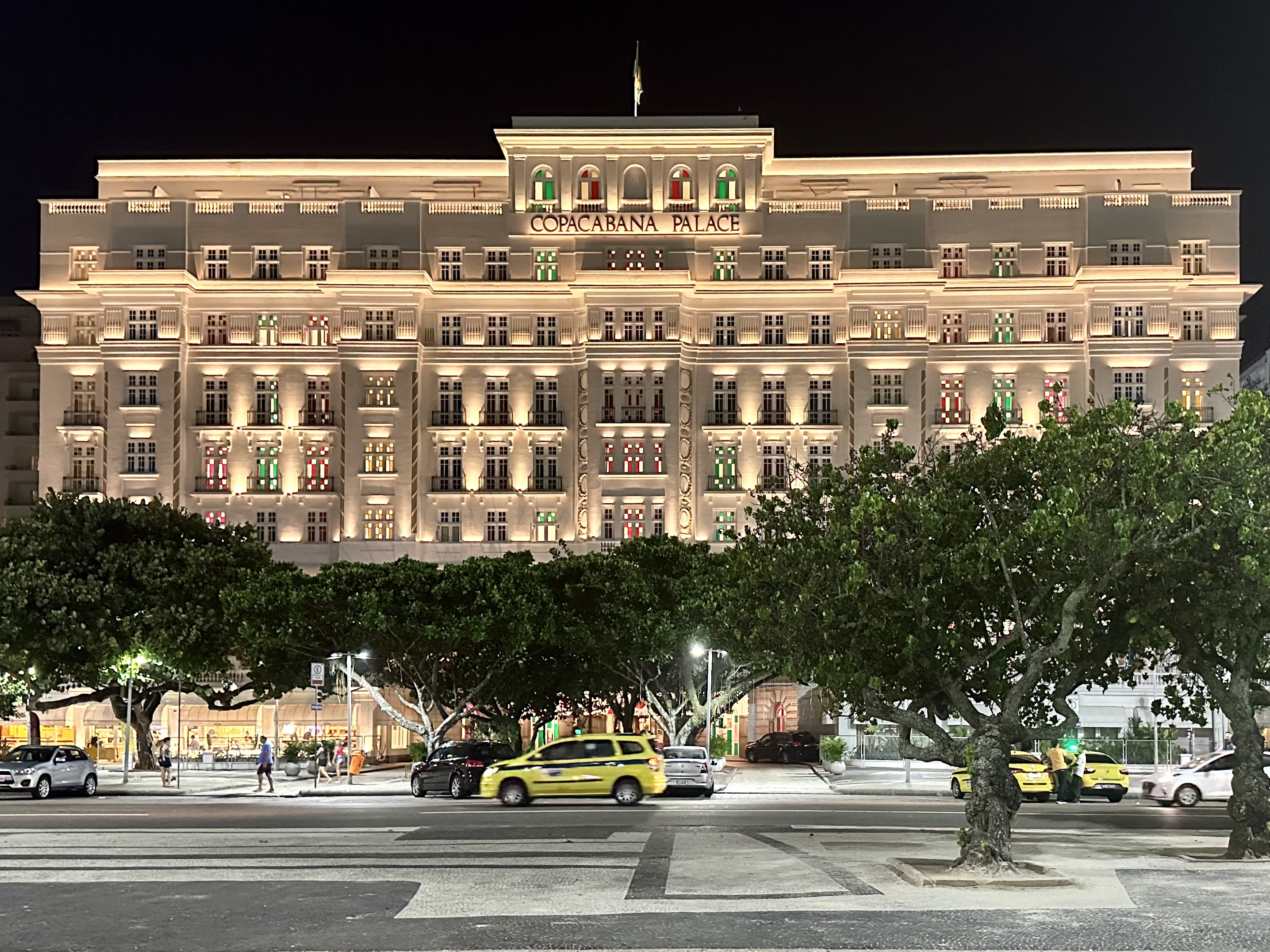
Le Copacabana Palace se trouve sur l'Avenida Atlântica (l'avenue Atlantique) face à la célèbre plage de Copacabana.

Copacabana et son prolongement au nord, le Leme, avec ses six kilomètres de longueur qui décrivent une courbe parfaite reste certainement la plage préférée des étrangers. C'est dans les années 1920 qu'elle acquit sa notoriété, avec la construction, en 1923 du prestigieux Copacabana Palace, le seul hôtel de luxe de toute l'Amérique latine à l'époque. En été, sa population se compte par centaines de milliers. Les vendeurs de boissons, de lotions solaires, de chapeaux, de sandales et de cerfs-volants arpentent la plage à longueur de journée.

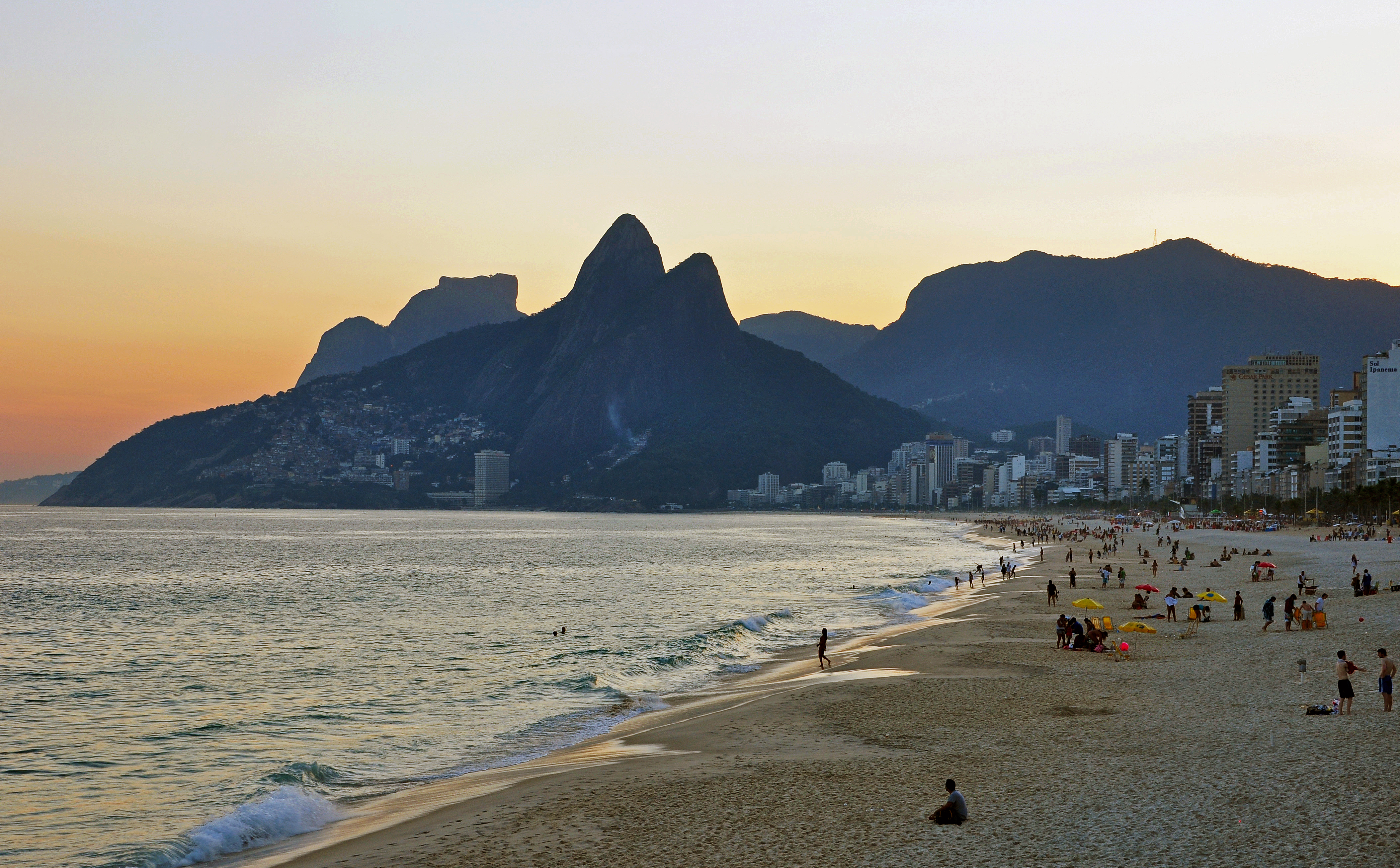
Plage d'Ipanema, immortalisée par la chanson Garota de Ipanema (The Girl From Ipanema) de Tom Jobim et de Vinícius de Moraes.

La plage d'Ipanema se situe dans le quartier résidentiel le plus sélect de la ville. Aujourd'hui, Ipanema est le centre de la mode et de la sophistication. Les plus luxueuses boutiques de Rio bordent les rues d'Ipanema et de Leblon. La plage d'Ipanema, moins étendue que celle de Copacabana, est le lieu de rendez-vous de la jeunesse dorée de Rio (Poste 9) et de la communauté homosexuelle. Moins animée et moins bruyante que Copacabana, Ipanema est sans doute la plus romantique des vingt-cinq plages que compte Rio.
Au sud d'Ipanema, s'étendent des plages plus isolées et donc mieux préservées que les autres. São Conrado s'y situe dans une anse cernée de toutes parts par des montagnes recouvertes d'une dense végétation. C'est là que s'élève le Pedra da Gávea, un énorme bloc de granit bien plus impressionnant par sa forme et par sa taille, avec ses 842 mètres, que le célèbre Pain de Sucre. La plage jouit d'une certaine popularité auprès de la jeunesse de Rio, les jeunes des favelas et les intellectuels s'y retrouvant sur un territoire où la police ne venait jamais avant la création des Unite de Police Pacificatrice. Avec ses dix-huit kilomètres de long, la plage de Barra da Tijuca est à la fois la plus longue, mais aussi la moins fréquentée de Rio pendant la semaine. À l'extrémité de Barra, la petite plage de Recreio dos Bandeirantes s'étire à l'abri d'une jetée naturelle qui forme une véritable baie miniature. Du Recreio, une route grimpe dans la montagne avant de redescendre vers la plage de Prainha, fréquentée par les surfeurs, puis celle de Grumari, merveilleusement isolée.

### Pedra da Gávea (lamontagne au visage énigmatique)
La montagne de Pedra da Gávea culmine à près de 900 mètres d'altitude. Elle surplombe les longues plages de sable fin. La Pedra da Gávea est célèbre pour la forme particulière de sa falaise, qui ressemble à une immense tête sculptée à même la roche. On y accède après le Jardin botanique de Rio de Janeiro. On y pratique des sports aériens tels que le parapente depuis le sommet dénudé.

### Santa Teresa

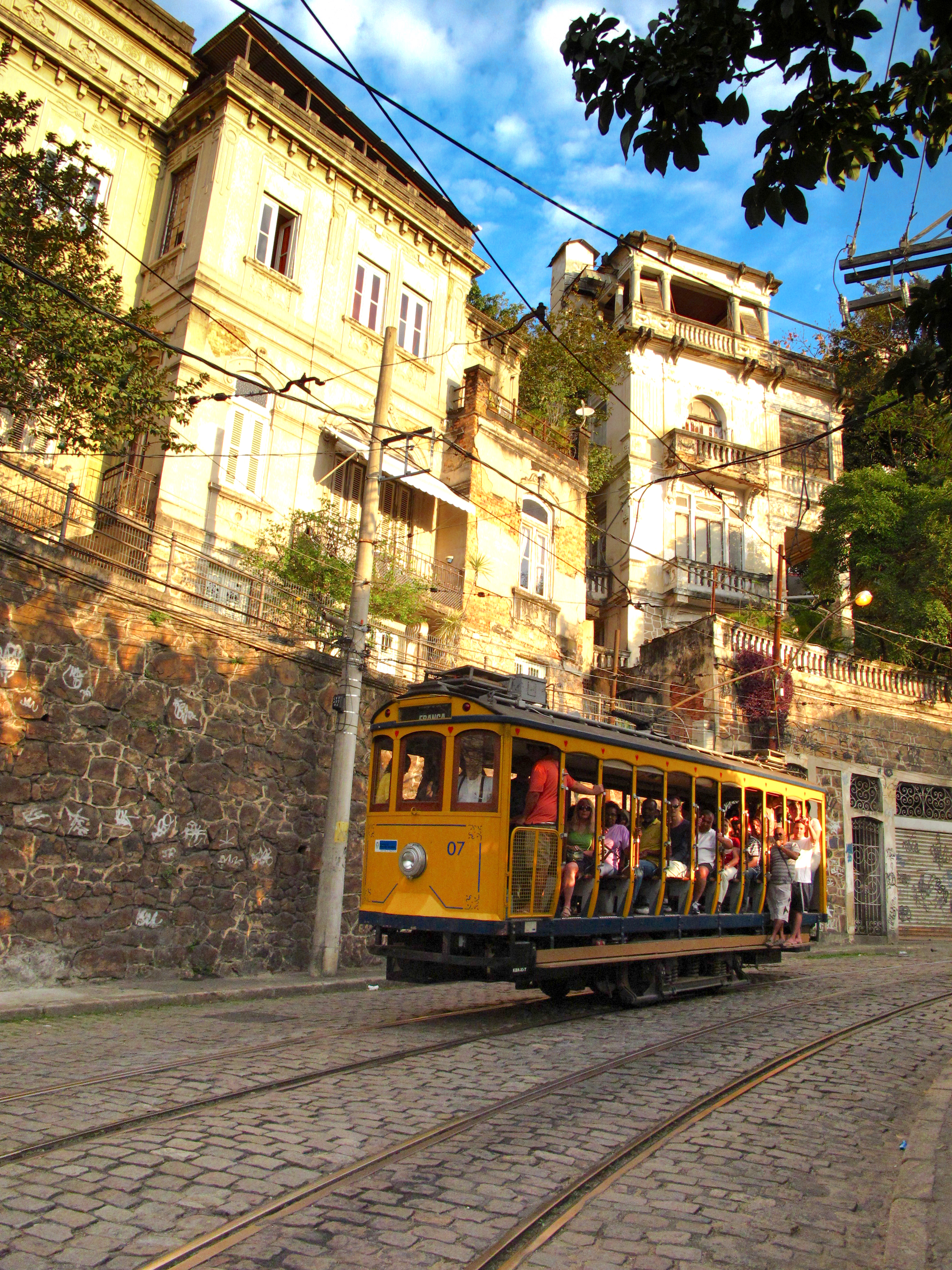
Le tramway de Santa Teresa.

Le quartier de Santa Teresa, aux ruelles pavées et tortueuses, avec ses vues spectaculaires sur la baie, est certainement l'un des plus pittoresques de Rio. La manière la plus attrayante d'y accéder est de prendre le célèbre bonde elétrico (« tramways ») construit en 1896. Santa Teresa offre de nombreux points de vue de toute beauté. Au deuxième arrêt du tramway, par exemple, on découvrira un panorama splendide sur la baie de Guanabara.

### Colline de l'Urca (Morro da Urca)
Cette petite formation montagneuse de 220 mètres d'altitude se situe à l'entrée de la Baie de Guanabara. On peut y admirer d'anciens forts et établissements coloniaux des XVIe et XVIIe siècles, devenus des musées. La colline offre également une vue formidable sur la baie de Guanabara et propose un téléphérique qui permet de se rendre jusqu'au Pain de Sucre.

### Forêt et lacune de la Tijuca (Floresta / logoa da Tijuca)
La plus grande forêt urbaine du monde, avec une superficie d’environ 3 200 hectares, regroupe des centaines d’espèces de la faune et de la flore que l’on ne trouve que dans la « Mata Atlantica » et dont plusieurs sont en voie de disparition.

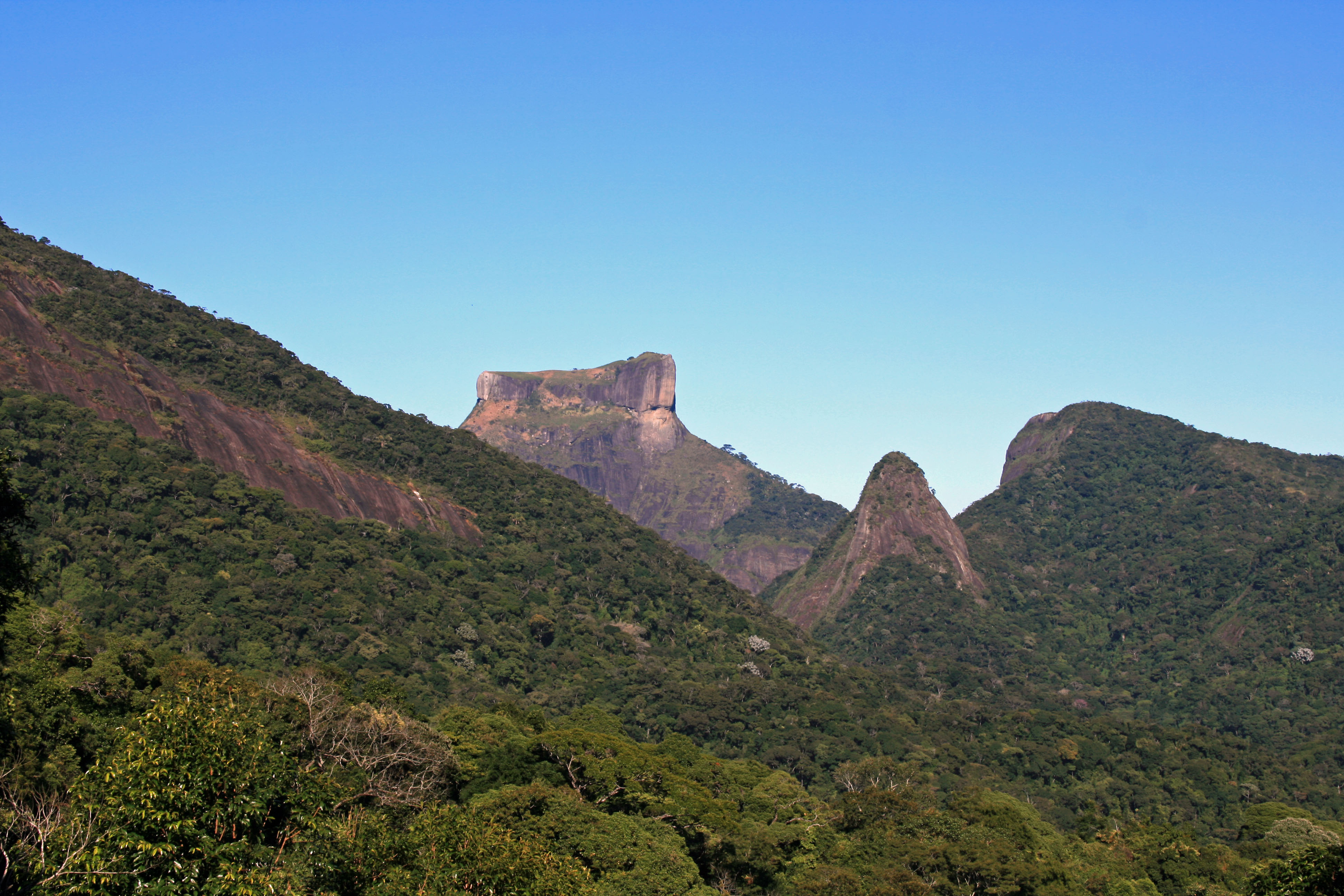
Forêt de la Tijuca.

Située dans le cœur de la ville, à quelques minutes de la plupart des quartiers de Rio, ses nombreux sites historiques méritent une visite : la cascatinha (petite cascade), la chapelle Mayrink, le Mirador Excelsior, le Baracão, la grotte Paulo et Virginia, le lac des fées et l’étang des solitudes. La forêt, qui se trouve à une altitude variant de 100 à 1 020 mètres, est le réservoir de fraîcheur de Rio. La température y oscille de 7 °C en hiver à 25 °C au plus fort de la canicule.
Au XIXe siècle, il y avait une plantation de café qui assécha pratiquement les ruisseaux qui alimentaient la ville. Alors, l'Empereur Pedro II chargea un officier de l'armée, le major Manuel Gomes Archer, de refaire la forêt primaire. Ce travail, commencé en 1861, lui a pris 13 années. Cent mille arbres de variétés typiques y ont été plantés. Avec le temps, la forêt a été restaurée dans ce qui est l'un des plus anciens et brillants faits de conservation de terrain du monde et une bonne partie de Rio dépend de ses cours d'eau aujourd'hui. Elle est parc national depuis 1961.

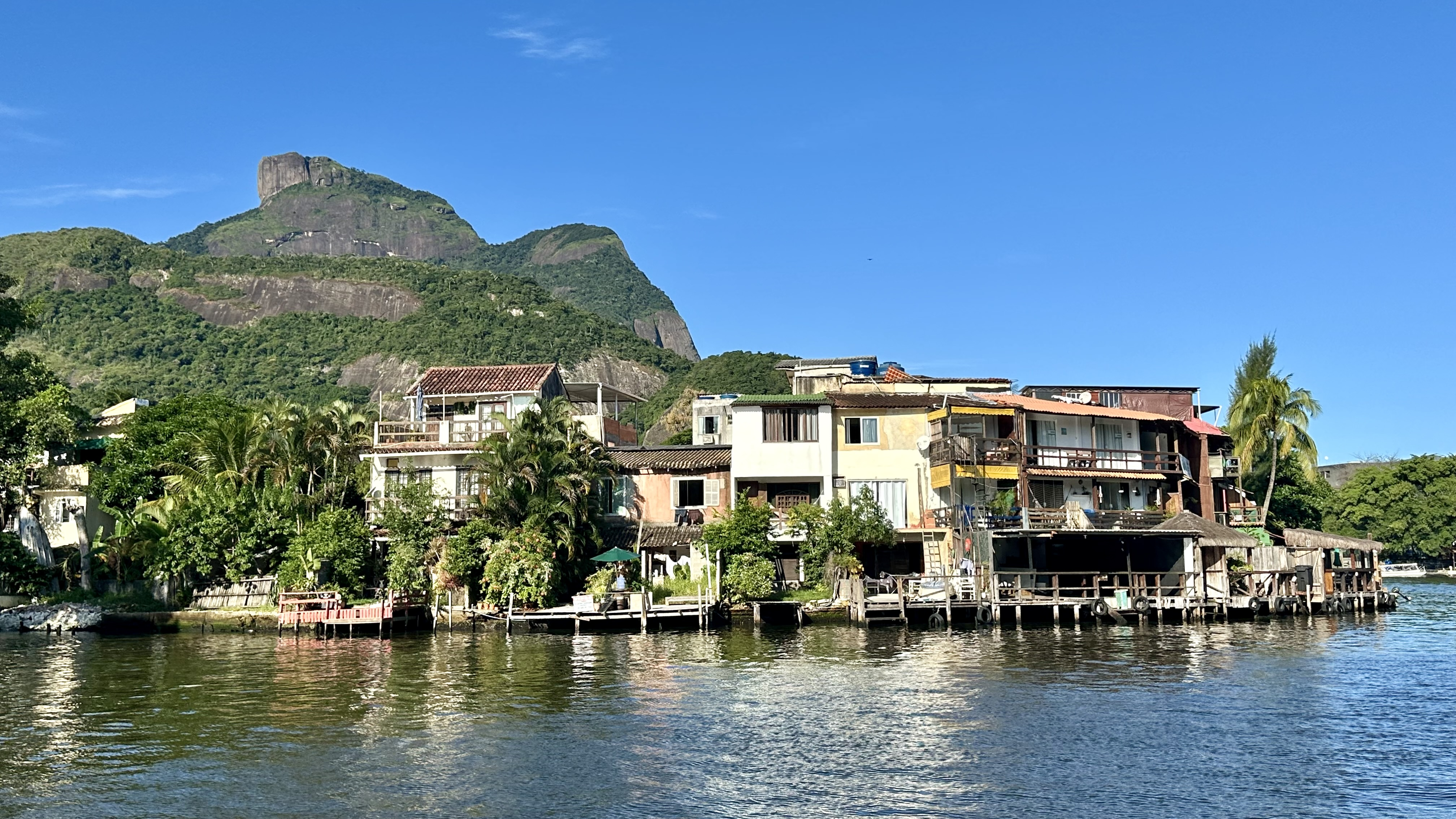

La lagune de Tijuca compte dix îles, la plus grande étant l'île de Gigóia. De nombreux restaurants, bars auberges ou hôtels sont accessibles en barge. La lagune a une végétation de mangrove. Elle est un lieu de reproduction commun pour le caïman à museau large.

### Le Jardin botanique (Jardim Botânico)
Chacun des 141 hectares du jardin botanique héberge des spécimens de la flore brésilienne et mondiale. Les Palmiers Impériaux, principale attraction du jardin, ont été semés sous les ordres du prince régent João VI en 1809. Des arbres séculaires se mélangent à des orchidées, des victorias, des broméliacées, des flamboyants et à une végétation tropicale exubérante avec plus de 235 000 plantes et 5 000 espèces d'arbres. On peut y voir une collection de cactus américains, une serre de plantes carnivores, un pavillon de quatre cents fougères, une forêt de bambous… C’est naturellement qu’il est devenu l‘endroit préféré des amoureux.

### Le sambodrome Marquês de Sapucaí
Le sambodrome Marquês de Sapucaí (Sambódromo - Marquês de Sapucaí), bordé de gradins en béton, fut construit en 1984 pour accueillir le prestigieux carnaval de Rio, qui avait lieu auparavant dans les rues de la ville, le plus souvent sur l'avenue Presidente Vargas. Dessinée par l'architecte Oscar Niemeyer, l'avenue Marquês de Sapucaí, d'habitude ouverte à la circulation, se transforme pour quelques jours en la passarela do samba et voit défiler les plus prestigieuses écoles de samba de Rio de Janeiro.

### Plages de Rio

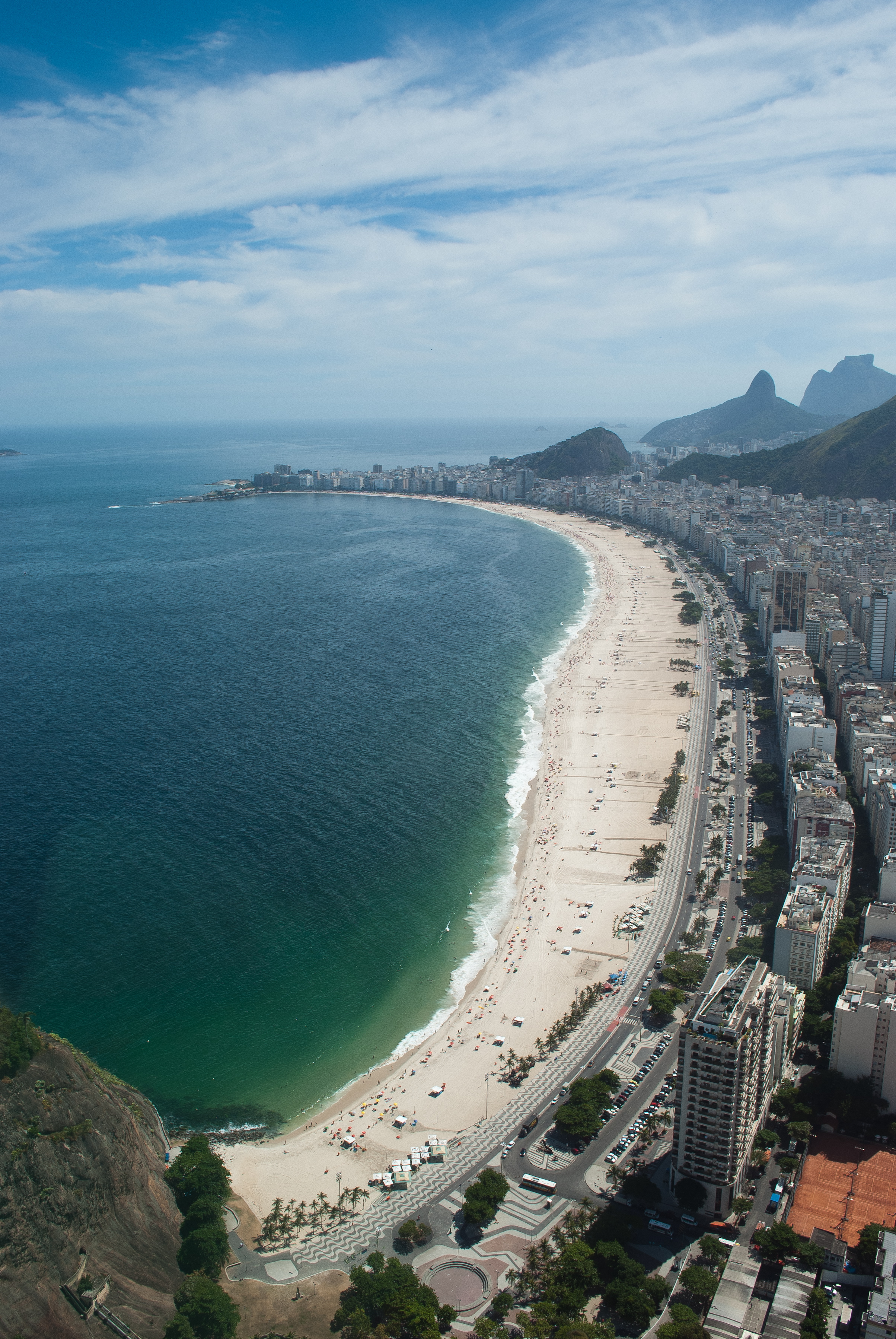
Leme et Copacabana.

Rio possède trente-six kilomètres de plages.
- Ramos
- Flamengo (1 km)
- Botafogo (800 m)
- Urca (100 m)
- Fora (100 m)
- Dentro (pt) (170)
- Plage Rouge
- Leme
- Copacabana (5 km)
- Forte
- Diabo (pt)
- Arpoador (500 m)
- Ipanema (2,2 km)
- Leblon (1,3 km)
- Vidigal (600)
- Sao corrado
- Barra da Tijuca (18 km)
- João (pt)
- Recreio dos Bandeirantes
- Prainha
- Grumari (2,4 km)
- Pedra de Guaratiba (pt)
- Barra de Guaratiba (base militaire)
- Sepetiba (pt)

## Musées
Il en existe plus de trente, dont certains ne présentent que des collections très spécialisées, comme le musée de la Pharmacie, du Port, de la Presse ou encore de la Carpologia (science des fruits comestibles).
- Musée historique national : Ce palais peint en rose, couleur des constructions impériales, est l'un des plus vieux édifices de Rio. Tour à tour forteresse (ses souterrains servirent de prison aux esclaves noirs au XVIIe et XVIIIe siècles), arsenal, fabrique d'armement, siège de l'académie militaire, il ne fut transformé en musée qu'en 1922. Ses collections, réparties sur quatorze salles, retracent l'histoire du Brésil impérial (XIXe siècle). Il dispose d'une bibliothèque de 70 000 volumes.

- Musée national du Brésil : Situé dans le parc de Quinta de Boa Vista, promenade dominicale des cariocas des faubourgs, cet ancien palais fut autrefois la demeure de Joao VI et de la famille impériale, jusqu'à la proclamation de la république en 1889. Il renferme la plus grande collection scientifique du Brésil : zoologie, minéralogie, archéologie, ethnologie. On peut y voir la météorite tombée dans l'État de Bahia en 1888, le Bendego, qui pèse 5 300 kilos, ainsi qu'une curieuse momie de femme égyptienne : ses jambes sont recouvertes séparément de bandelettes (traditionnellement, le corps est enveloppé d'une seule pièce). Autour d'elle, une foule marmonne constamment des prières ; la momie suscite chez les adeptes du rite umbanda beaucoup de dévotion. D'autres collections se rapportent à la flore et à la faune amazoniennes et aux tribus indiennes (plus de cent quarante dont beaucoup ont disparu). Le 2 septembre 2018, le musée est ravagé par un incendie qui a gagné des centaines des salles et détruit toutes les archives historiques[53].

- Musée national des beaux-arts : installé dans un édifice éclectique de style français datant de 1908, il s'agit de la plus grande collection d'art de Rio. Il présente des tableaux des écoles italienne, flamande, espagnole, portugaise, anglaise et péruvienne des XVIe, XVIIe et XVIIIe siècles. La galerie brésilienne présente elle des peintures de l'époque coloniale, du XIXe siècle et du XXe siècle : Portinari, Di Cavalcanti, Pancetti (pt), Anita Malfatti, Alfredo Volpi, Manabu Mabe et Djanira (pt).
- Musée des Sciences de la Terre : installé dans un édifice néoclassique de 1908, il abrite l'une des plus vastes collections géologiques et paléontologiques d'Amérique latine.

- Musée d'art moderne de Rio : créé en 1948, il a ouvert en 1955 dans un bâtiment de style futuriste. Il abrite les collections d'art moderne de la ville.

- Musée de Demain : il est inauguré le 17 décembre 2015, au bord de la baie de Guanabara. Le spectaculaire bâtiment l'abritant a été conçu par l'architecte Santiago Calatrava Valls. Il est consacré à la création de l'Univers et à l'avenir de l'humanité.

## Monuments

### Patrimoine religieux

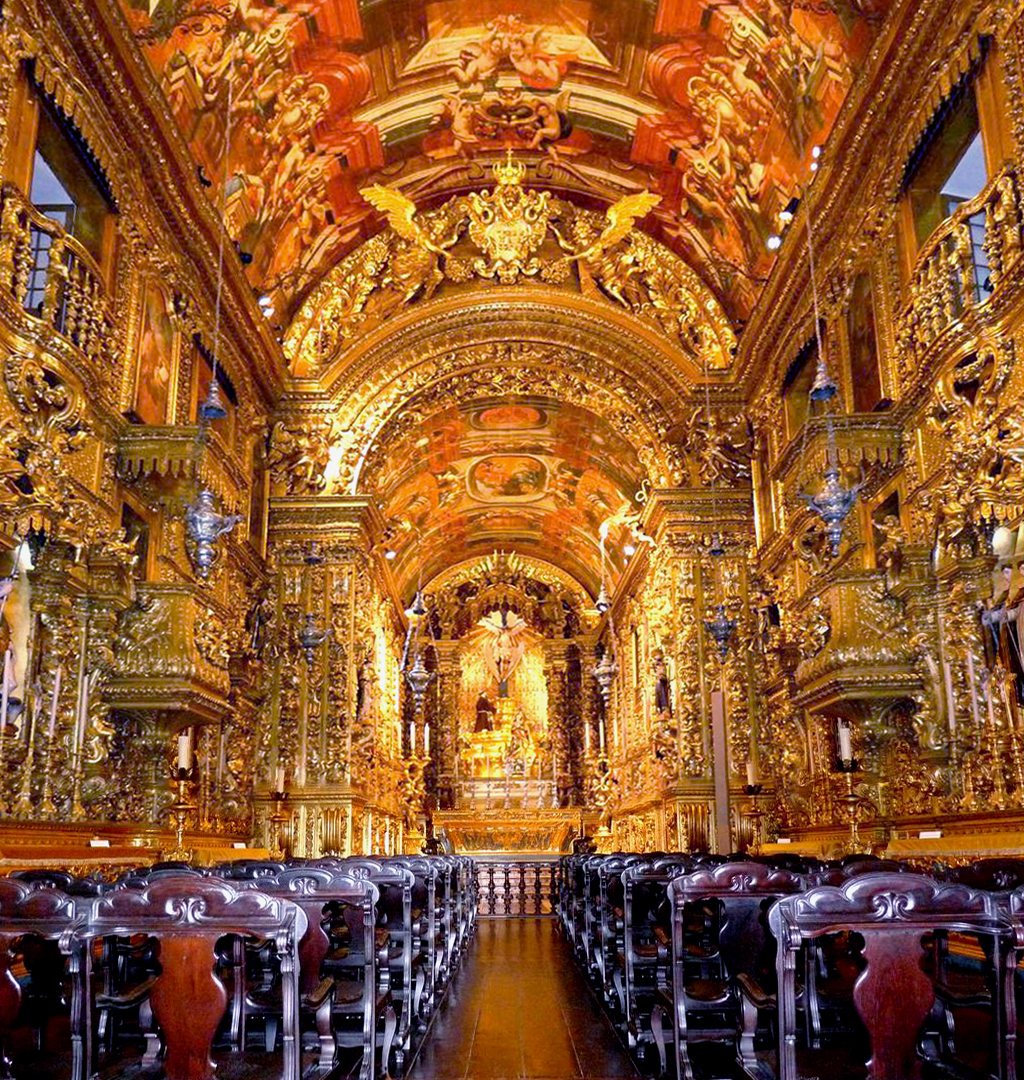
Église du Tiers-Ordre de Saint-François-de-la-Pénitence.

Bien que Rio ait été, de 1763 à 1960, la capitale du plus grand pays catholique du monde, il n'y subsiste que peu d'églises baroques.
- Cathédrale Notre-Dame-du-Mont-Carmel, achevée en 1770, de style baroque, ancienne cathédrale de la ville jusqu'en 1976.
- Église Candelária, construite à partir de 1775 en style baroque et néo-classique ; possède la plus grande coupole de la ville.
- Église de Nossa Senhora da Glória do Outeiro : blanche et gracieuse, l'église de Glória domine de sa hauteur la baie de Guanabara. Construite en 1739, cette chapelle fut intimement liée à la vie de la famille impériale. Joao VI y porta dans ses bras sa petite-fille, la princesse Maria da Glória, pour la présenter à l'autel et Don Pedro Ier en fit de même avec le futur empereur Pedro II. La décoration est faite de bois sculptés et d'azulejos.
- Abbaye Saint-Benoît (Mosteiro de São Bento) : on peut y écouter tous jours des chants grégoriens à 11 h et 17 h 30. Construit en 1641 par deux moines qui voulaient y fonder leur ordre, ce monastère est un exemple caractéristique de baroque colonial. On peut y voir dans l'église un travail de bois sculpté, recouvert de feuilles d'or.
- Église du Tiers-Ordre de Saint-François-de-la-Pénitence (Igreja da Ordem Terceira de São Francisco da Penitência) : très baroque, entièrement sculptée à la main et livrée, selon l'expression du sociologue Roger Batiste, « au tam-tam de l'or ». Mobilier de jacaranda et lustres d'argent massif qui illuminent, à la tombée du jour, le panneau peint dans le toit de la nef par José de Oliveira (pt), représentant saint François d'Assise en extase recevant les stigmates.
- Église de Santa Cruz dos Militares : une des dernières églises coloniales érigée, entre 1780 et 1811, sur le modèle de l'église du Gèsu à Rome
- Cathédrale presbytérienne de Rio : achevée en 1874, elle est un rare exemple d'architecture néo-gothique dans la ville.
- Cathédrale Saint-Sébastien (São Sebastião) : tout en verre et en béton armé, de forme conique, ultramoderne, elle a été inaugurée en 1976. Au rez-de-chaussée figure une crypte. Ses hautes cloisons sont percées d'orifices permettant d'y glisser des cercueils : c'est le nouveau cimetière de Rio. Au bout de deux ans, on retire les corps enterrés au cimetière pour les installer dans la cathédrale.

### Patrimoine civil
En tant qu'ancienne capitale du Brésil, Rio possède de nombreux monuments culturels importants :
- la Bibliothèque nationale du Brésil, l’une des plus grandes bibliothèques du monde avec des collections totalisant plus de 9 millions d’imprimés.
- l'Aqueduc de Carioca (« Arches de Lapa »), construit au XVIIIe siècle pour amener l'eau à la ville.
- le Palais impérial de Rio, construit vers 1743 pour héberger les gouverneurs portugais et exemple de style colonial brésilien.
- le Palais de Conceição (XVIIIe siècle), ancien Palais épiscopal.
- le Palais impérial de Santa Cruz, ancien palais d'été de la famille impériale.
- les Archives Nationales du Brésil, fondées en 1838 et abritées dans un palais néoclassique.
- le Palais Saint-Christophe (ou Quinta da Boa Vista), construit au XIXe siècle en style néo-classique ; ancienne résidence des empereurs du Brésil.
- le Palais Guanabara (1853), de style éclectique, siège du gouvernement de l'État de Rio de Janeiro.
- le Palais d'Itamaraty (1855), important complexe néo-classique, ancien siège du Gouvernement républicain puis du ministère des Affaires Étrangères.
- la statue équestre de Pierre Ier, première sculpture publique du pays, érigée en bronze en 1862.
- le Palais du Catete (1867), édifice néo-classique, ancien siège de la Présidence de la République. Abrite le musée de la République.
- le Cabinet royal portugais de lecture, plus vaste bibliothèque portugaise hors du Portugal, logée dans un édifice néo-manuélin de 1888.
- le Théâtre municipal de Rio construit en 1909 sur le modèle de l'Opéra Garnier à Paris. Temple carioca de l'opéra, du ballet et de la musique classique.
- le Palais Tiradentes (1926), ancien bâtiment de la Chambre des Députés. Actuel siège de l'Assemblée de l'État de Rio de Janeiro.
- le Palais Pedro Ernesto (1923), siège de la mairie de la ville.
- la Gare Central do Brasil, inaugurée en 1943 en style Art Déco.
- le Musée de Demain.
- le Musée d'Art contemporain de Niterói, construit en 1966 en style futuriste par Oscar Niemeyer.
- la Cidade das Artes (Cité des Arts), inaugurée en 2013 à Barra da Tijuca par Christian de Portzamparc sur le modèle de la Cité de la Musique de Paris.

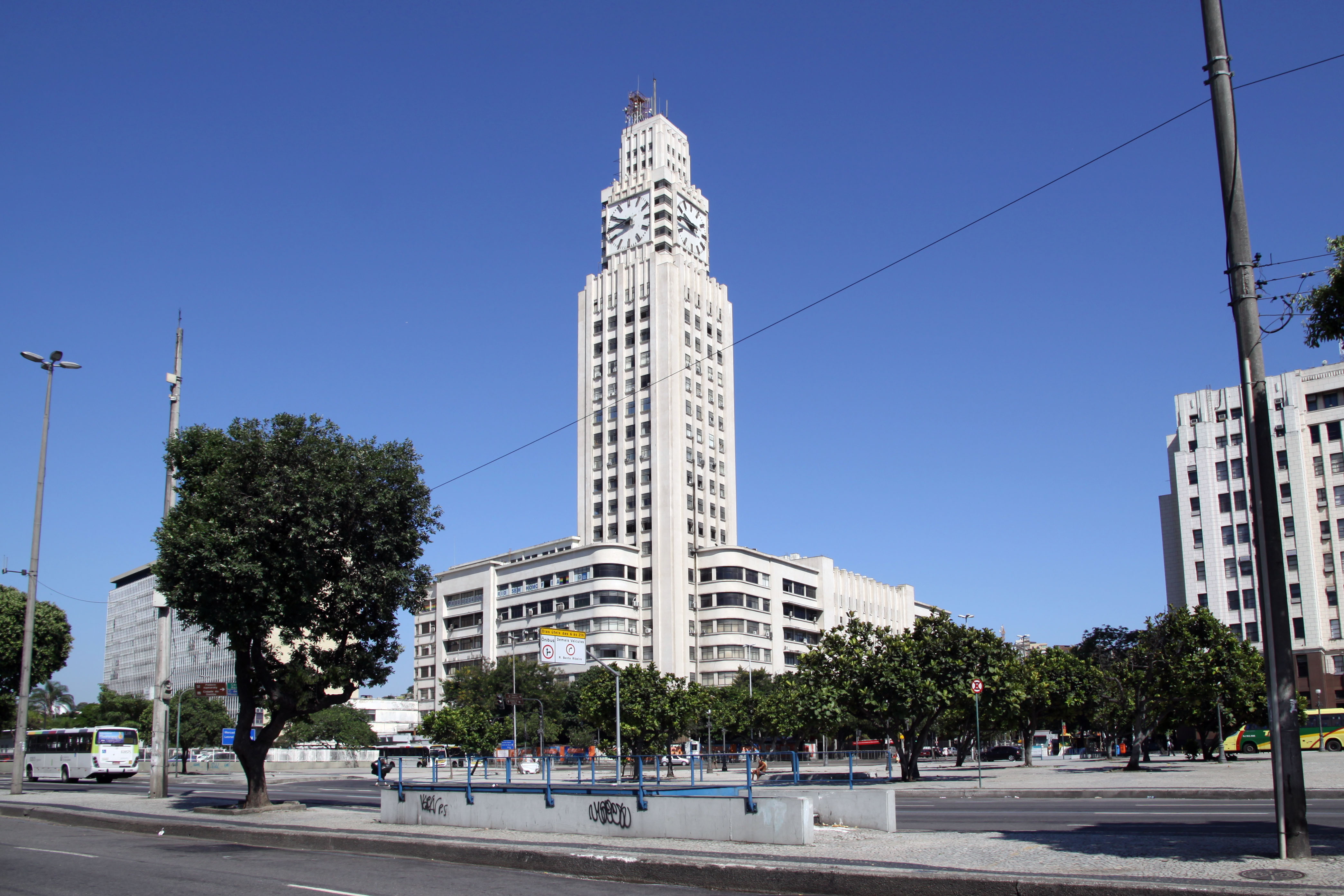
La gare Central do Brasil.

Rio de Janeiro comporte également 56 gratte-ciels dont le plus ancien remonte aux années 1940.

## Transport

Réseau des transports publics.

Les déplacements urbains sont principalement réalisés en voiture, en taxi et en autobus. La ville est dotée de trois lignes de métro totalisant 57 km ainsi qu'un réseau de train urbain, SuperVia, avec un réseau de plus de 264 km.

### Transports aériens
Rio est desservie par les aéroports internationaux Santos-Dumont, le plus ancien aéroport civil du pays et l'Aéroport international de Galeão ayant des liaisons quotidiennes avec les grandes capitales mondiales ainsi que l'important pont aérien entre Rio de Janeiro et São Paulo et les nombreux vols intérieurs (Brasilia, Belo Horizonte, Recife, Manaus, Salvador de Bahia, Porto Alegre).
Rio possède également trois aéroports militaires : Galeão, Santa Cruz, Afonsos.

### Métro

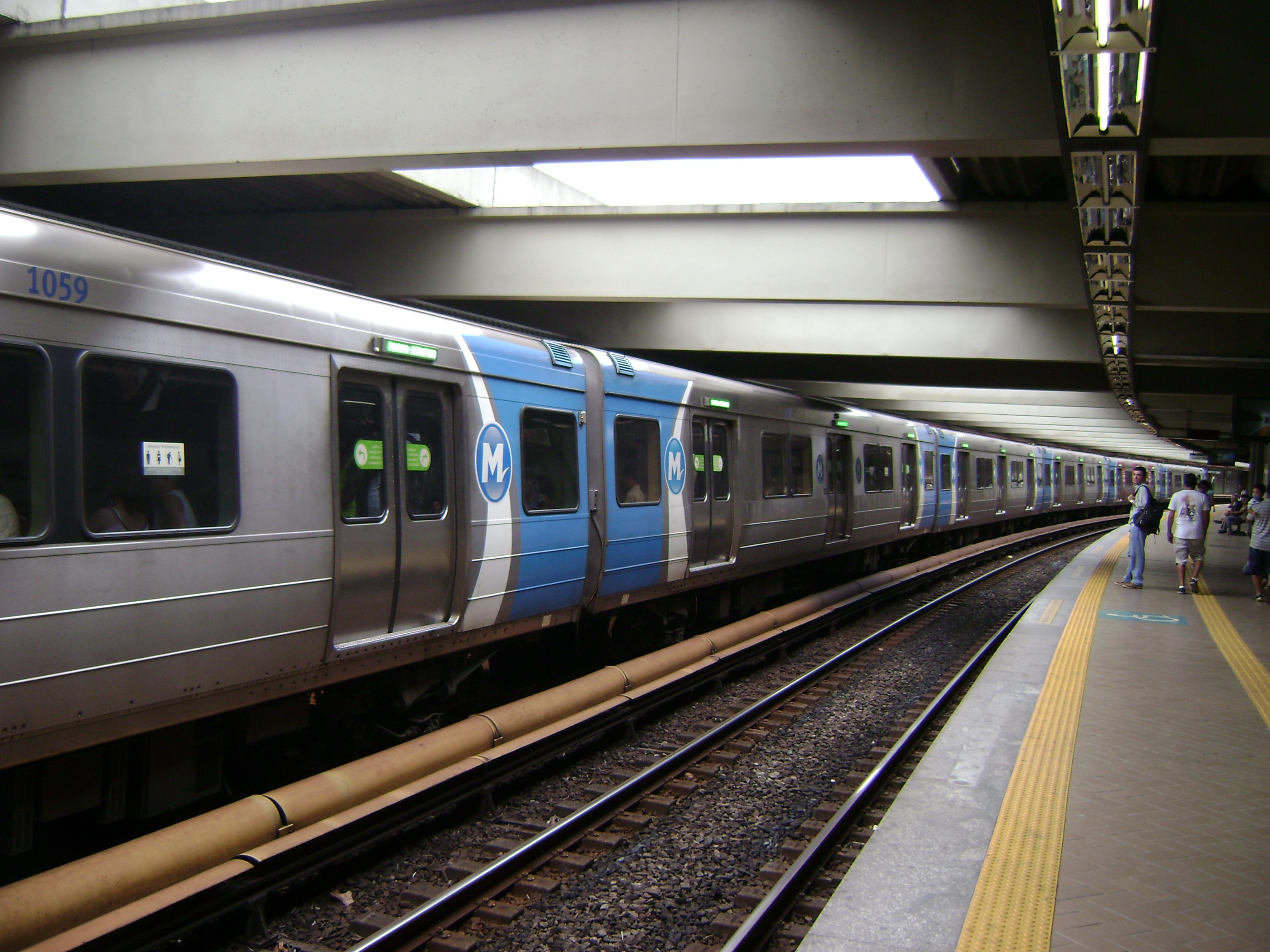
Le métro à la station São Cristóvão.

Le métro de Rio fut ouvert au public en 1979. Ses trois lignes qui desservent 41 stations totalisent 57 kilomètres, dont dix kilomètres ne sont pas souterrains :
- Ligne 1 (Uruguay x Jardim Oceânico) ;
- Ligne 2 (Pavuna x Botafogo) ;
- Ligne 4 (Ipanema x Barra da Tijuca).

En juin 2010, la construction de la ligne 4 a commencé. Elle relie Ipanema au quartier Barra da Tijuca. Il s'agissait d'un projet en vue des Jeux olympiques d'été de 2016, dont les compétitions sportives sont basées en grande partie à Barra da Tijuca. Le terminus a pour nom Jardim Oceanico. Sur son trajet, la ligne permet également de desservir d'autres quartiers de la zone sud de Rio de Janeiro : Leblon, Gávea, São Conrado et Rocinha.
Depuis 2014, la Gare Central do Brasil est reliée par le téléphérique de Providência à la favela Morro da Providência (pt).

### Tramway

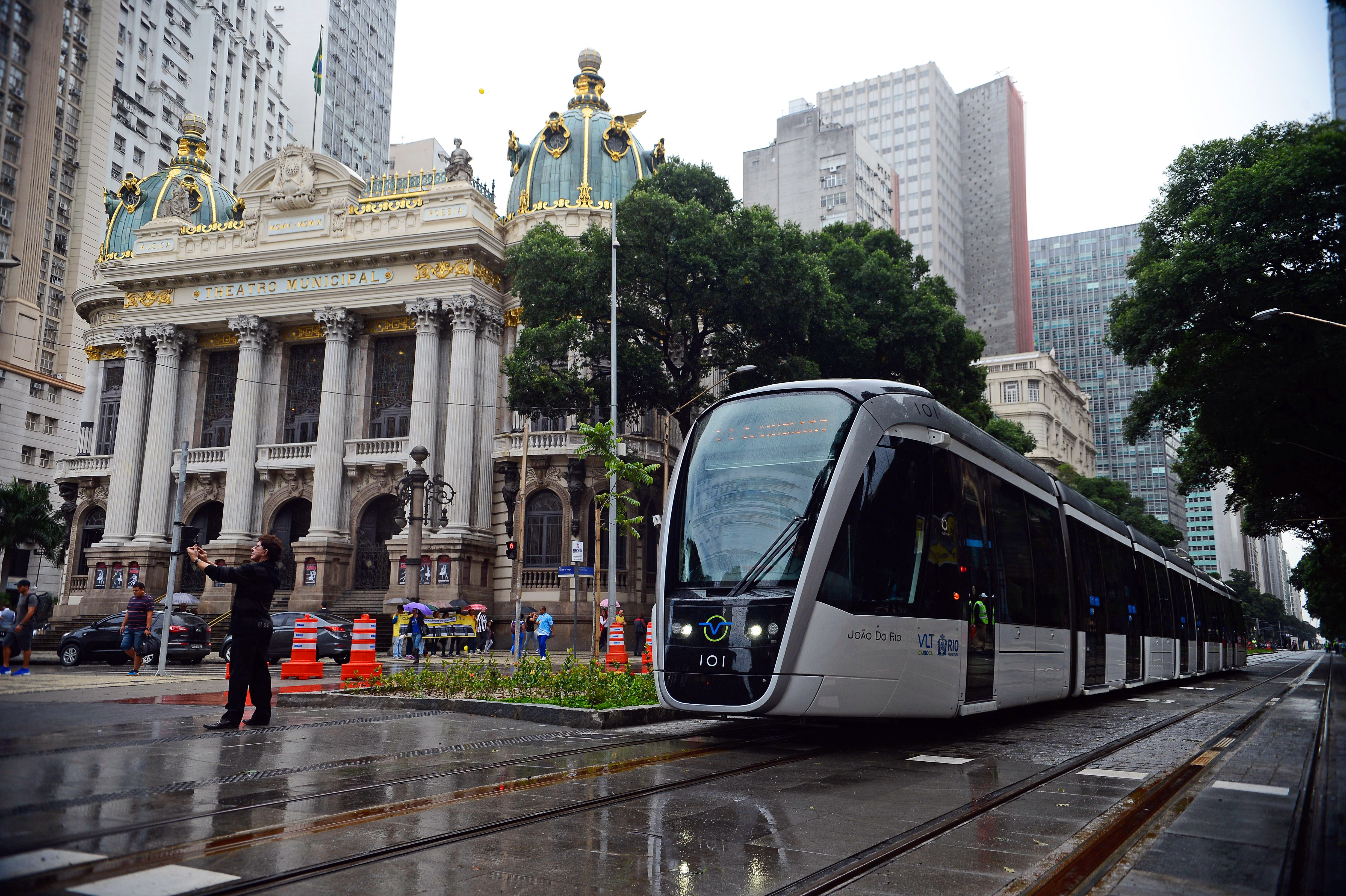
Tramway de Rio de Janeiro.

La ville possède deux réseaux de tramway :
- l'historique Tramway de Santa Teresa, ouvert en 1875 et pittoresque, composé de deux lignes. Il relie le centre-ville au quartier de Santa Teresa ;
- le Tramway de Rio de Janeiro (VLT) inauguré en juin 2016 en vue des Jeux olympiques d'été de 2016. Depuis 2019, il compte 3 lignes, 29 stations et totalise 28 km au total.

### Téléphériques
Rio possède trois téléphériques : 
- le téléphérique du Pain de Sucre, le plus connu et le plus ancien (1912), surtout à usage touristique ;
- le téléphérique d'Alemao, mis en service en 2011 pour desservir plusieurs favelas de la Zone Nord ;
- le téléphérique de Providência, mis en service en 2014 et qui est relié à la Gare centrale et au tramway.

### Transports maritimes
- CONERJ (Companhia de Navegação do Estado do Rio de Janeiro) ;
- Transtur ;
- Ferryboat.

### Chemins de fer
Le train touristique du Corcovado a été inauguré en 1884 et fonctionne toujours.
Le projet d'une LGV Rio de Janeiro à São Paulo et Campinas annoncé en 2007 est encore à l'état de projet en décembre 2017.

### Vélo urbain
Rio de Janeiro compte 140 km de pistes cyclables, le réseau le plus long du pays et deuxième d’Amérique latine, après Bogota (250 km). Quelque 3 100 vélos sont disponibles dans 310 stations en 2021. Selon les estimations de l’Institut municipal d’urbanisme de Pereira Passos (IPP), environ 320 000 personnes utilisent des vélos dans la ville.

## Sports

### Football

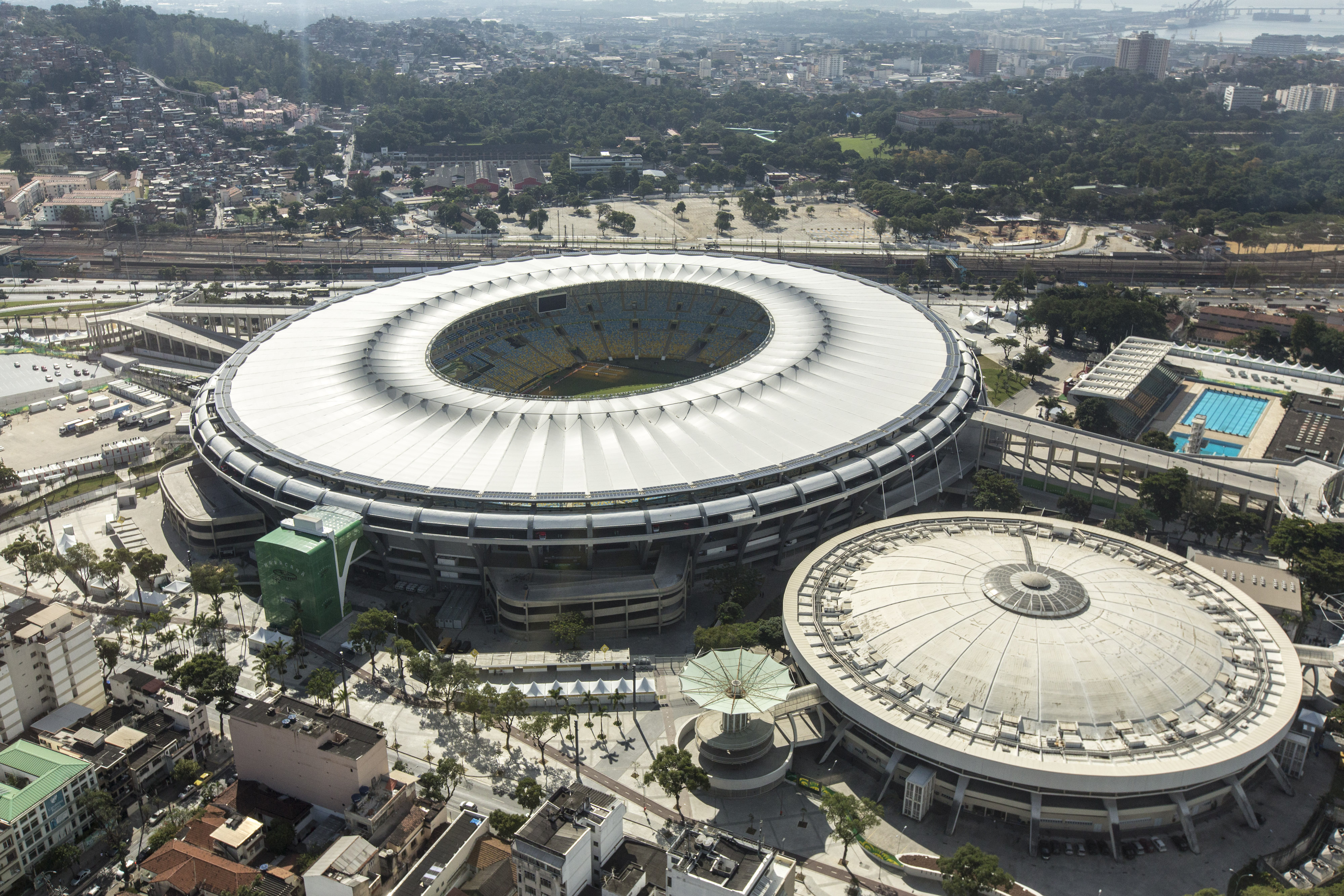
Le stade Maracanã.

Comme partout au Brésil, le football est le sport le plus populaire. Importé d'Angleterre par un étudiant brésilien, Oscar Cox, le futebol va ici déchaîner les passions. Témoin les 1 280 buts du « roi Pelé », véritable artiste du ballon rond, meilleur joueur mondial du siècle. La ville abrite également le célèbre stade du Maracanã, l'un des plus grands et des plus célèbres stades du monde.
Quatre clubs principaux se distinguent. Le premier club de football fondé à Rio est le Fluminense FC (1902). Trois autres clubs de la ville trustent régulièrement les premières places du championnat national : CR Flamengo, Botafogo FR, Vasco de Gama. Enfin, d'autres équipes cariocas prennent souvent part aux divisions inférieures brésiliennes : Madureira EC, Bangu AC, AA Portuguesa-RJ, Bonsucesso FC et America FC-RJ. Parmi les joueurs célèbres nés dans la ville, on trouve Ronaldo et Romário.
Le Brésil a accueilli la quatrième Coupe du monde de football de 1950, et, bien que ne comportant pas de finale à proprement parler — un mini championnat à quatre termine en effet l'épreuve — le match décisif qui fait office de finale voit s'opposer le Brésil et l'Uruguay au stade Maracanã de Rio. Le Brésil a ensuite été le pays organisateur de la Coupe du monde de football de 2014, douze villes du pays ont accueilli les différentes rencontres, dont Rio où les matchs ont eu lieu au Maracanã. La ville a également reçu les équipes souhaitant se qualifier pour le mondial entre 2011 et 2013.

### Autres sports
La ville a une longue histoire en tant qu’hôte de grands événements sportifs internationaux. Le Ginásio do Maracanãzinho a accueilli le Championnat du monde de basket-ball officiel de la FIBA en 1954 et 1963. Plus tard, le circuit de Jacarepaguá à Rio de Janeiro a été le site du Grand Prix du Brésil de Formule 1 de 1978 à 1989. Rio de Janeiro a également accueilli le Grand Prix motoGP du Brésil de 1995 à 2004 et de Champ Car de 1996 à 1999. Les championnats de surf WCT/WQS ont été disputés sur ses plages de 1985 à 2001, puis l'épreuve du championnat du monde de surf Rio Pro y a fait étape sur la plage de Barra da Tijuca de 1995 à 2017. Le tournoi de tennis de Rio (ATP 500) s'y déroule au printemps sur les terrains du Jockey Club. Dans le cadre de ses préparatifs pour accueillir les Jeux panaméricains de 2007, Rio a construit un nouveau stade, l’Estádio Olímpico João Havelange, pouvant accueillir 45 000 personnes. Le stade appartient à la ville de Rio de Janeiro, mais il a été loué au club de Botafogo pour 20 ans. Rio de Janeiro possède également une arène polyvalente, la HSBC Arena accueillant des compétitions de basket et des concerts.
L'art martial brésilien, la Capoeira est aussi très populaire. D’autres sports populaires sont le basket-ball, le football de plage, le beach-volley, le football américain de plage, le footvolley, le surf, le kite surf, la course automobile, le jiu-jitsu brésilien, la lutte libre, la voile et l’aviron de compétition. Un autre sport très populaire sur les plages de Rio est appelé « Frescobol », sorte de tennis de plage. Rio de Janeiro est également un paradis pour les grimpeurs, avec des centaines d’itinéraires d'escalade dans toute la ville, allant des rochers (Morros) faciles aux escalades de grands murs très techniques, le tout à l’intérieur de la cité. La plus célèbre, le mont de granit du Pain de Sucre en est un exemple.
Les courses de chevaux ont lieu les jeudis soirs et les après-midi de week-end à l'hippodrome de Gávea, lieu chic avec d’excellentes pistes d’herbe et de terre, où courent les meilleurs chevaux du pays. Le deltaplane à Rio de Janeiro a commencé au milieu des années 1970 et s’est rapidement avéré bien adapté à cette ville, en raison de sa géographie : les montagnes escarpées rencontrent l’océan Atlantique, qui offrent d’excellents lieux de décollage (Pedra Bonita...) et de grandes zones d’atterrissage sur la plage.
L’un des sports nautiques les plus populaires de la ville est le yachting. Les principaux clubs nautiques se trouvent dans le quartier de Botafogo qui s’étend à mi-chemin entre Copacabana et le centre-ville. Le plus exclusif et intéressant est probablement le Rio Yacht club, où la haute société met un point d’honneur à se rassembler. La plupart des clubs nautiques sont ouverts uniquement aux membres. Copacabana est également un endroit idéal pour surfer, ainsi que les plages « d'Arpoador » et « Praia dos Bandeirantes ». La mer sur ces plages est agitée et dangereuse, et les meilleurs surfeurs du Brésil et d’autres sites du monde viennent s'entraîner ici.

### Évènements sportifs

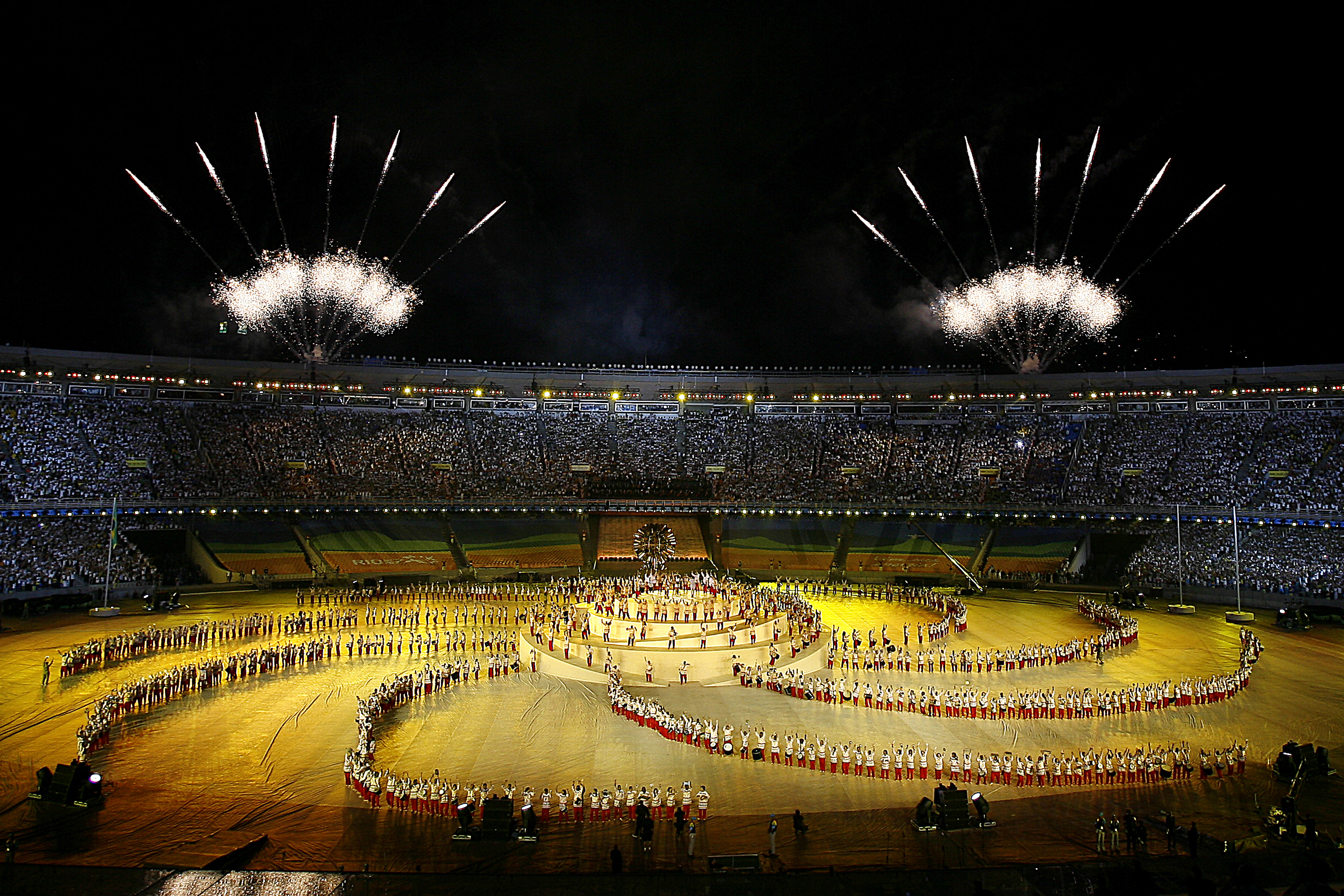
Cérémonie d'ouverture des Jeux de 2007.

Après s'être portée candidate comme ville hôte pour les jeux olympiques de 2012, la ville a décroché l'organisation des Jeux olympiques d'été de 2016, lors d'un vote le 2 octobre 2009 à Copenhague. Les jeux olympiques ont eu lieu à Rio du 5 au 21 août 2016 sur les différents sites proposés au comité olympique. Mais, le 18 juin 2016, à deux mois des Jeux, l'État de Rio (qui est à la charge de ces Jeux) est en déficit de 5 milliards de dollars américains. Les Jeux ont finalement lieu sans problème majeur.
La ville de Rio de Janeiro a accueilli en 2007 les quinzièmes jeux panaméricains, et s'est donc dotée de nouvelles infrastructures sportives qui seront réutilisées pour les futurs jeux olympiques.
La ville de Rio de Janeiro a accueilli les Championnats du monde de judo 2015.

## Sécurité
La presse souligne fréquemment les importantes difficultés de la ville de Rio en matière de sécurité des personnes, habitants ou touristes,.
Les violences policières sont, tout autant, dénoncées. La ville de Rio figurait, en 2011, parmi les 10 villes les plus dangereuses de la planète[réf. souhaitée] notamment en raison de son taux d'homicide élevé et de la guerre entre la police et les gangs pour le contrôle des favélas.
Des hommes de main du groupe criminel de Rio das Pedras, dans la zone ouest de la ville, seraient les assassins de la conseillère municipale de gauche Marielle Franco, dans la nuit du 14 mars 2018.
Durant les mois de janvier et février 2019, 305 homicides « dus à l’intervention d’un agent de l’État » – policier ou militaire – ont été recensés par l’Institut de sécurité publique (ISP), ce qui représente une augmentation de 18 % par rapport à la même période l'année précédente. Les policiers et militaires sont responsables d'un quart des homicides perpétrés dans la ville.
En 2019, le gouverneur Wilson Witzel décide de recourir à des snipers autorisés à tirer à vue sur les trafiquants de drogue dans les quartiers pauvres.
Sous prétexte de lutter contre les trafiquants de drogue, des milices principalement composées de policiers ou d'anciens policiers se sont constituées, avant de se livrer à l'extorsion (racket). Elles ont d’abord taxé les commerces, avant de prendre le contrôle de tout ce qui génère des revenus, comme le gaz, l’électricité, les transports, le téléphone, Internet, les ascenseurs. Les personnes refusant de payer s'exposent à des représailles pouvant aller jusqu’à la mort. Des personnes sont victimes d'exécutions sommaires pour cette raison. En 2020, les milices contrôlent plus de la moitié de l’agglomération de Rio de Janeiro, où vivent 3,6 millions d’habitants.
En novembre 2023, le président brésilien Luiz Inacio Lula da Silva, mobilise 3 700 militaires dans les principaux ports et aéroports du pays jusqu'en mai 2024, pour lutter contre le crime organisé, en particulier à Rio de Janeiro .

## Cariocas célèbres
Les Cariocas, résidents ou natifs de la ville de Rio de Janeiro, ont participé activement au développement de l'histoire, de la culture, de la musique, de la littérature, de l'éducation, de la science ou encore des technologies du Brésil. Une panoplie d'innovations culturelles et scientifiques, surtout à l'époque où la ville était la capitale fédérale brésilienne, ont été possibles grâce à l'apport de ces Cariocas :
- Vitor Belfort, combattant de jiu-jitsu brésilienne ;
- Nelson Piquet, triple champion du monde de Formule 1 ;
- Hugo Calderano, le plus grand joueur de tennis de table des Amériques de tous les temps ;
- Marcus Vinicius D'Almeida, archer brésilien, numéro 1 mondial du tir à l'arc ;
- Bob Burnquist, considéré comme l'un des plus grands skateurs de l'histoire ;
- Jorge Fernandes, nageur brésilien, médaillé olympique ;
- Guilherme Costa, nageur brésilien, médaillé aux Championnats du monde de natation ;
- Robson da Silva, athlète brésilien, médaillé olympique ;
- José Telles da Conceição, athlète brésilien, médaillé olympique ;
- Marcos Soares, skipper brésilien, champion olympique ;
- Eduardo Penido, skipper brésilien, champion olympique ;
- Isabel Swan, skipper brésilienne, médaillé olympique ;
- Henrique Pellicano, skipper brésilien, médaillé olympique ;
- Daniel Adler, skipper brésilien, médaillé olympique ;
- Nelson Falcão, skipper brésilien, médaillé olympique ;
- Ronaldo Senfft, skipper brésilien, médaillé olympique ;
- Bernardinho, joueur de volley-ball et entraîneur, champion olympique en tant qu'entraîneur, médaillé d'argent en tant que joueur ;
- Nalbert, joueur de volley-ball brésilien, champion olympique ;
- Bruno Mossa de Rezende, joueur de volley-ball brésilien, champion olympique ;
- Bernard Rajzman, joueur de volley-ball brésilien,  médaillé d'argent olympique ;
- Leandro Vissotto Neves, joueur de volley-ball brésilien,  médaillé d'argent olympique ;
- Fernanda Ferreira, joueuse de volley-ball brésilienne, champion olympique ;
- Ana Cristina de Souza, joueuse de volley-ball brésilienne, champion olympique ;
- Thaísa Menezes, joueuse de volley-ball brésilienne, champion olympique ;
- Sandra Pires, joueuse de beach-volley brésilienne, champion olympique ;
- Bárbara Seixas, joueuse de beach-volley brésilienne, médaillé olympique ;
- Algodão, joueur brésilien de basket-ball, médaillé olympique et champion du monde ;
- Afonso Évora, joueur brésilien de basket-ball, médaillé olympique ;
- Alfredo da Motta, joueur brésilien de basket-ball, médaillé olympique ;
- Edson Bispo dos Santos, joueur brésilien de basket-ball, médaillé olympique et champion du monde ;
- Fernando Pereira de Freitas, joueur brésilien de basket-ball, médaillé olympique et champion du monde ;
- Friedrich Braun, joueur brésilien de basket-ball, médaillé olympique et champion du monde ;
- Marcus Vinícius Dias, joueur brésilien de basket-ball, médaillé olympique et champion du monde ;
- Ruy de Freitas, joueur brésilien de basket-ball, médaillé olympique ;
- Sérgio de Toledo Machado, joueur brésilien de basket-ball, médaillé olympique ;
- Jorginho, footballeur brésilien, champion de la Coupe du monde de football 1994 ;
- Carlos Alberto Torres, footballeur brésilien, champion de la Coupe du monde de football 1970 ;
- Jairzinho, footballeur brésilien, champion de la Coupe du monde de football 1970 ;
- Dadá Maravilha, footballeur brésilien, champion de la Coupe du monde de football 1970 ;
- Nílton Santos, footballeur brésilien, champion de la Coupe du monde de football 1958 et de la Coupe du monde de football 1962 ;
- Castilho, footballeur brésilien, champion de la Coupe du monde de football 1958 et de la Coupe du monde de football 1962 ;
- Zico, ancien joueur de football ;
- Adolpho Lutz, physicien et scientifique ;
- Carlos Chagas Filho (pt), médecin et scientifique ;
- João Baptista de Oliveira Figueiredo, président du Brésil ;
- Maria II, reine de Portugal ;
- Pedro II, empereur du Brésil ;
- Royce Gracie, champion de combat libre ;
- Silvio Santos, entrepreneur et présentateur de télévision.

## Dans la musique
En 1976, le chanteur australien Peter Allen sort une chanson appelée I go to Rio, qui parle de la ville. L'année suivante, en 1977, le chanteur français Claude François adapte la chanson sous le titre Je vais à Rio.
En 1988, le groupe Gold sort la chanson Rio de Janvier.

## Divers
Saint Sébastien est le Saint patron de Rio de Janeiro.

## Jumelages
| Ville | Ville                  | Pays | Pays                         | Période                     |
| ----- | ---------------------- | ---- | ---------------------------- | --------------------------- |
|       | Adélaïde               |      | Australie                    |                             |
|       | Ahmedabad              |      | Inde                         |                             |
|       | Almada                 |      | Portugal                     |                             |
|       | Amsterdam              |      | Pays-Bas                     |                             |
|       | Angra do Heroísmo      |      | Portugal                     | depuis le 29 mai 2019       |
|       | Anguillara Veneta      |      | Italie                       | depuis le 22 mai 2023       |
|       | Arganil                |      | Portugal                     | depuis 1999                 |
|       | Asuncion               |      | Paraguay                     | depuis le 30 juin 2016      |
|       | Athènes                |      | Grèce                        |                             |
|       | Atlanta                |      | États-Unis                   | depuis 1972                 |
|       | Bakou                  |      | Azerbaïdjan                  |                             |
|       | Barcelone              |      | Espagne                      | depuis 1972                 |
|       | Barranquilla           |      | Colombie                     |                             |
|       | Batangas               |      | Philippines                  |                             |
|       | Batoumi                |      | Géorgie                      |                             |
|       | Berlin                 |      | Allemagne                    | depuis le 19 juin 2023      |
|       | Beyrouth               |      | Liban                        |                             |
|       | Bissau                 |      | Guinée-Bissau                | depuis le 5 mai 2022        |
|       | Braga                  |      | Portugal                     |                             |
|       | Bucarest               |      | Roumanie                     |                             |
|       | Buenos Aires           |      | Argentine                    |                             |
|       | Cabeceiras de Basto    |      | Portugal                     |                             |
|       | Cabo Frio              |      | Brésil                       |                             |
|       | Cadix                  |      | Espagne                      | depuis le 22 avril 2019     |
|       | Cali                   |      | Colombie                     |                             |
|       | Caracas                |      | Venezuela                    |                             |
|       | Casablanca             |      | Maroc                        |                             |
|       | Cebu                   |      | Philippines                  |                             |
|       | Coimbra                |      | Portugal                     |                             |
|       | Cologne                |      | Allemagne                    | depuis le 19 septembre 2011 |
|       | Cracovie               |      | Pologne                      |                             |
|       | Cuzco,                 |      | Pérou                        | depuis le 10 octobre 2003   |
|       | Djeddah                |      | Arabie saoudite              |                             |
|       | Dubaï                  |      | Émirats arabes unis          |                             |
|       | Durban                 |      | Afrique du Sud               |                             |
|       | Erevan                 |      | Arménie                      | depuis février 2007         |
|       | Espinho                |      | Portugal                     |                             |
|       | Fátima                 |      | Portugal                     | depuis le 24 juillet 2023   |
|       | Guimarães,             |      | Portugal                     | depuis le 27 mai 1999       |
|       | Guiyang,               |      | Chine                        | depuis 2018                 |
|       | Hamilton               |      | Canada                       | depuis le 10 novembre 2016  |
|       | Hébron                 |      | Palestine                    |                             |
|       | Ile Ife                |      | Nigeria                      | depuis le 13 janvier 2022   |
|       | Incheon                |      | Corée du Sud                 |                             |
|       | Iquique                |      | Chili                        | depuis le 14 avril 2021     |
|       | Istanbul               |      | Turquie                      | depuis 1965                 |
|       | Johannesbourg          |      | Afrique du Sud               | depuis le 1er décembre 2021 |
|       | Jounieh                |      | Liban                        |                             |
|       | Jérusalem              |      | Israël                       |                             |
|       | Kaohsiung              |      | République de Chine (Taïwan) |                             |
|       | Kiev,                  |      | Ukraine                      | depuis le 4 septembre 2000  |
|       | Kobe                   |      | Japon                        | depuis le 19 mai 1969       |
|       | La Corogne             |      | Espagne                      |                             |
|       | La Havane              |      | Cuba                         |                             |
|       | La Paz                 |      | Bolivie                      |                             |
|       | Lagos                  |      | Nigeria                      |                             |
|       | Lahore                 |      | Pakistan                     |                             |
|       | Lamego                 |      | Portugal                     |                             |
|       | Lisbonne               |      | Portugal                     | depuis 1981                 |
|       | Liverpool              |      | Royaume-Uni                  |                             |
|       | Luanda                 |      | Angola                       |                             |
|       | Macao                  |      | Chine                        |                             |
|       | Madrid                 |      | Espagne                      | depuis le 19 décembre 2022  |
|       | Managua                |      | Nicaragua                    |                             |
|       | Manaus                 |      | Brésil                       |                             |
|       | Maputo                 |      | Mozambique                   |                             |
|       | Mar del Plata          |      | Argentine                    |                             |
|       | Mbanza-Kongo           |      | Angola                       | depuis le 15 décembre 2022  |
|       | Medellín               |      | Colombie                     | depuis le 4 mai 2017        |
|       | Mexico                 |      | Mexique                      |                             |
|       | Miami                  |      | États-Unis                   |                             |
|       | Montpellier,           |      | France                       | depuis le 22 juin 2012      |
|       | Nairobi                |      | Kenya                        |                             |
|       | Nantes                 |      | France                       |                             |
|       | Naples                 |      | Italie                       | depuis le 29 septembre 2022 |
|       | Natal                  |      | Brésil                       |                             |
|       | Newark,                |      | États-Unis                   |                             |
|       | Nice                   |      | France                       |                             |
|       | Niterói                |      | Brésil                       |                             |
|       | Oklahoma City          |      | États-Unis                   |                             |
|       | Olhão                  |      | Portugal                     |                             |
|       | Oyo                    |      | Nigeria                      | depuis le 26 décembre 2022  |
|       | Paola                  |      | Italie                       |                             |
|       | Parelhas               |      | Brésil                       |                             |
|       | Petah Tikva            |      | Israël                       |                             |
|       | Ponte de Lima          |      | Portugal                     | depuis le 27 avril 2017     |
|       | Porto                  |      | Portugal                     | depuis le 4 janvier 2019    |
|       | Praia                  |      | Cap-Vert                     |                             |
|       | Puerto Varas           |      | Chili                        |                             |
|       | Punta Cana             |      | République dominicaine       | depuis le 27 septembre 2022 |
|       | Pusan                  |      | Corée du Sud                 | depuis le 23 septembre 1985 |
|       | Pékin                  |      | Chine                        | depuis le 24 novembre 1986  |
|       | Póvoa de Varzim        |      | Portugal                     |                             |
|       | Raanana                |      | Israël                       | depuis le 9 décembre 2020   |
|       | Ramallah               |      | Palestine                    |                             |
|       | Ramat Gan              |      | Israël                       |                             |
|       | Richardson             |      | États-Unis                   | depuis le 31 mai 2021       |
|       | Rufisque               |      | Sénégal                      |                             |
|       | Saint-Domingue         |      | République dominicaine       |                             |
|       | Saint-Pétersbourg      |      | Russie                       | depuis 1986                 |
|       | Saint-Tropez           |      | France                       |                             |
|       | Samarcande             |      | Ouzbékistan                  |                             |
|       | San José               |      | Costa Rica                   |                             |
|       | San Juan del Sur       |      | Nicaragua                    |                             |
|       | Santa Cruz de Ténérife |      | Espagne                      |                             |
|       | Santa Maria da Feira   |      | Portugal                     | depuis le 19 mai 2017       |
|       | Santo Tirso            |      | Portugal                     | depuis 2000                 |
|       | São Borja              |      | Brésil                       |                             |
|       | Séoul                  |      | Corée du Sud                 |                             |
|       | Sétif                  |      | Algérie                      |                             |
|       | Tel Aviv               |      | Israël                       |                             |
|       | Teresópolis            |      | Brésil                       |                             |
|       | Tunis,                 |      | Tunisie                      | depuis le 29 novembre 1993  |
|       | Vancouver              |      | Canada                       |                             |
|       | Varsovie               |      | Pologne                      | depuis 1997                 |
|       | Vila Nova de Gaia      |      | Portugal                     |                             |
|       | Viseu,                 |      | Portugal                     | depuis le 18 mai 2012       |
|       | Viña del Mar           |      | Chili                        | depuis le 31 juillet 2023   |
|       | Óbidos                 |      | Portugal                     | depuis le 3 octobre 2023    |